# Heer (Bundeswehr)
Das Heer ist neben Luftwaffe, Marine und Cyber- und Informationsraum (CIR) eine der vier Teilstreitkräfte der Bundeswehr. Das Heer ist Kern der Landstreitkräfte und Träger von Landoperationen sowie Operationen luftbeweglicher und luftmechanisierter Kräfte. Mit einem Umfang von rund 62.000 Soldaten im Frieden ist das Heer die größte Teilstreitkraft. In allen Bereichen der Bundeswehr dienen rund 115.000 Soldaten in Heeresuniform.
Im Rahmen multinationaler Einsätze wie z. B. KFOR sind ständig Heereskontingente im Auslandseinsatz.

## Auftrag und Aufgaben

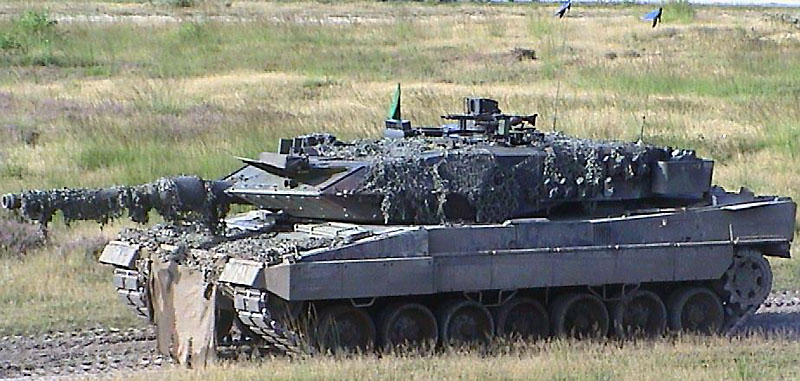
Kampfpanzer Leopard 2

Als Teilstreitkraft der Bundeswehr ist der Auftrag des Heeres grundsätzlich deckungsgleich mit dem Auftrag und den Aufgaben der Bundeswehr, wie sie vom Generalinspekteur der Bundeswehr und dem Bundesminister der Verteidigung erarbeitet bzw. verantwortet werden. Maßgebliche Veröffentlichungen dazu sind die Verteidigungspolitischen Richtlinien 2023, ehemals auch die Konzeption der Bundeswehr und das Weißbuch.
Das Heer hat sich nach dem Ende des Kalten Krieges von einer reinen Landstreitkraft zur Landesverteidigung zu einem Heer mit erweitertem Aufgabenspektrum gewandelt. In den Verteidigungspolitischen Richtlinien werden folgende Aufgaben für die Bundeswehr definiert:
- Landes- und Bündnisverteidigung
- Stabilisieren und resiliente Partner aufbauen als Beitrag zum Internationalen Krisenmanagement
- Verteidigungsdiplomatie als Werkzeug der Internationalen Kooperation und Partnerschaft
- Nationale Krisen- und Risikovorsorge sowie Unterstützungsleistungen
- Weitere durchgängig wahrzunehmende Aufgaben

## Organisation

### Führung
Der oberste truppendienstliche Vorgesetzte des Heeres ist der Inspekteur des Heeres. Der Inspekteur des Heeres bekleidet den Rang eines Generalleutnants und ist unmittelbar dem Generalinspekteur der Bundeswehr unterstellt. Der Inspekteur ist Befehlshaber im Kommando Heer. Über das Kommando Heer stellt er die Einsatzbereitschaft der Teilstreitkraft Heer sicher und führt die unterstellten Truppenteile. Dem Inspekteur bzw. dem Kommando Heer unterstehen unmittelbar das Ausbildungskommando, das Amt für Heeresentwicklung sowie die Divisionen und die deutschen Anteile der multinationalen Verbände.

### Stellung in der Bundeswehr
Das Heer ist
- eine der vier Teilstreitkräfte der Bundeswehr sowie
- einer der sechs militärischen Organisationsbereiche der Bundeswehr.

Seit Gründung der Bundeswehr ist das Heer die zahlenmäßig größte Teilstreitkraft. Dies ergab sich im Kalten Krieg aus den der Bundeswehr zugewiesenen Aufgaben im Verteidigungskonzept der NATO für Europa, heute vor allem aus der Vielzahl an Aufgaben, die die Bundeswehr im Rahmen ihrer Auslandseinsätze zu bewältigen hat und die – im Vergleich aller Teilstreitkräfte – weiterhin große Heereskontingente erfordern.

### Gliederung

Gliederung des Heeres im April 2023

Das Kommando Heer (KdoH) ist die einzige Höhere Kommandobehörde des Heeres. Dieser sind die drei Divisionen, die deutschen Anteile an den multinationalen Verbänden, das Ausbildungskommando mit den Ausbildungseinrichtungen des Heeres und das Amt für Heeresentwicklung mit Schwerpunkt Konzeption und Weiterentwicklung unterstellt. Truppen im Auslandseinsatz unterstehen für die Dauer ihres Einsatzes truppendienstlich dem Einsatzführungskommando der Bundeswehr (EinsFüKdoBw).
Im Rahmen der Neuausrichtung der Bundeswehr erfolgte ab 2012 eine umfassende Neugliederung zur Struktur HEER2011 – verbunden mit einer weiteren personellen Reduzierung des Heeres – die auch in späteren Jahren immer wieder (kleinere) Veränderungen erfahren hat. Seit April 2023 – ausgelöst durch den Angriffskriegs Russland gegen die Ukraine seit Februar 2022 – wird das Heer erneut einer umfassenden Umgliederung unterzogen. Im Rahmen dieser Maßnahmen wird u. a. damit begonnen die Mittleren Kräfte als neue Kräftekategorie einzuführen. Zudem wurde die Aufstellung der neuen Panzerbrigade 45 in Litauen sowie mit der Heimatschutzdivision die Aufstellung einer vierten Division beschlossen. Darüber hinaus wurde im Zuge dieser Neustrukturierung mit der 13 Lichte Brigade auch die dritte niederländische Brigade einer deutschen Division unterstellt. Folgende Übersicht zeigt die grundlegende aktuelle Gliederung:
- Kommando Heer, Strausberg (Inspekteur des Heeres)
  -  Amt für Heeresentwicklung, Köln
  -  Ausbildungskommando, Leipzig
    - Ausbildungseinrichtungen des Heeres

  -  1. Panzerdivision, Oldenburg
    - Panzerlehrbrigade 9, Munster
    - Panzerbrigade 21 „Lipperland“, Augustdorf
    - Panzergrenadierbrigade 41 „Vorpommern“, Neubrandenburg
    - 43. Mechanisierte Brigade, Havelte ( Niederländisches Heer)[7][8]
    - Artillerielehrbataillon 325, Munster
    - Fernmeldebataillon 610, Prenzlau (truppendienstliche Unterstellung, für Ausbildung und Einsatz zu Command Support Brigade des Multinationalen Corps Nordost)
    - Schweres Pionierbataillon 901 (teilaktiv), Havelberg
    - Unterstützungsbataillon Einsatz 1 (Ergänzungstruppenteil), Oldenburg

  -  10. Panzerdivision, Veitshöchheim
    - Panzerbrigade 12 „Oberpfalz“, Cham
    - Panzerbrigade 45 „Litauen“, Rūdninkai ( Litauen)
    - Panzergrenadierbrigade 37 „Freistaat Sachsen“, Frankenberg/Sachsen
    - Deutsch-Französische Brigade (dt. Anteile), Müllheim
    - 13. Leichte Brigade, Oirschot ( Niederländisches Heer)[9]
    - Aufklärungsbataillon 10, Füssen[10]
    - Artillerielehrbataillon 345, Idar-Oberstein
    - Fernmeldebataillon 10, Veitshöchheim
    - Panzerpionierbataillon 4, Bogen
    - Versorgungsbataillon 8, Füssen
    - Pionierbataillon 905 (Ergänzungstruppenteil), Ingolstadt
    - Unterstützungsbataillon Einsatz 10 (Ergänzungstruppenteil), Veitshöchheim

  -  Division Schnelle Kräfte, Stadtallendorf
    - Gebirgsjägerbrigade 23 „Bayern“, Bad Reichenhall
    - Kommando Spezialkräfte, Calw
    - Kommando Hubschrauber, Bückeburg
    - Luftlandebrigade 1 „Saarland“, Saarlouis
    - 11. Luchtmobiele Brigade, Arnheim ( Niederländisches Heer)
    - SAR-Leitstelle (Land) Rescue Coordination Center (RCC), Münster

  -  Heimatschutzdivision, Berlin
    - Heimatschutzregiment 1, Roth
    - Heimatschutzregiment 2, Münster
    - Heimatschutzregiment 3, Nienburg/Weser
    - Heimatschutzregiment 4, Alt Duvenstedt
    - Heimatschutzregiment 5, Ohrdruf
    - Heimatschutzregiment 6, Altengrabow (Aufstellung für Oktober 2025 geplant)

  - Deutsche Anteile in multinationalen Korps:
    - Eurocorps
    - I. Deutsch-Niederländisches Corps
    - Multinationales Corps Nordost
    - Rapid Reaction Corps France
    - Allied Rapid Reaction Corps

### Beteiligung an multinationalen Verbänden

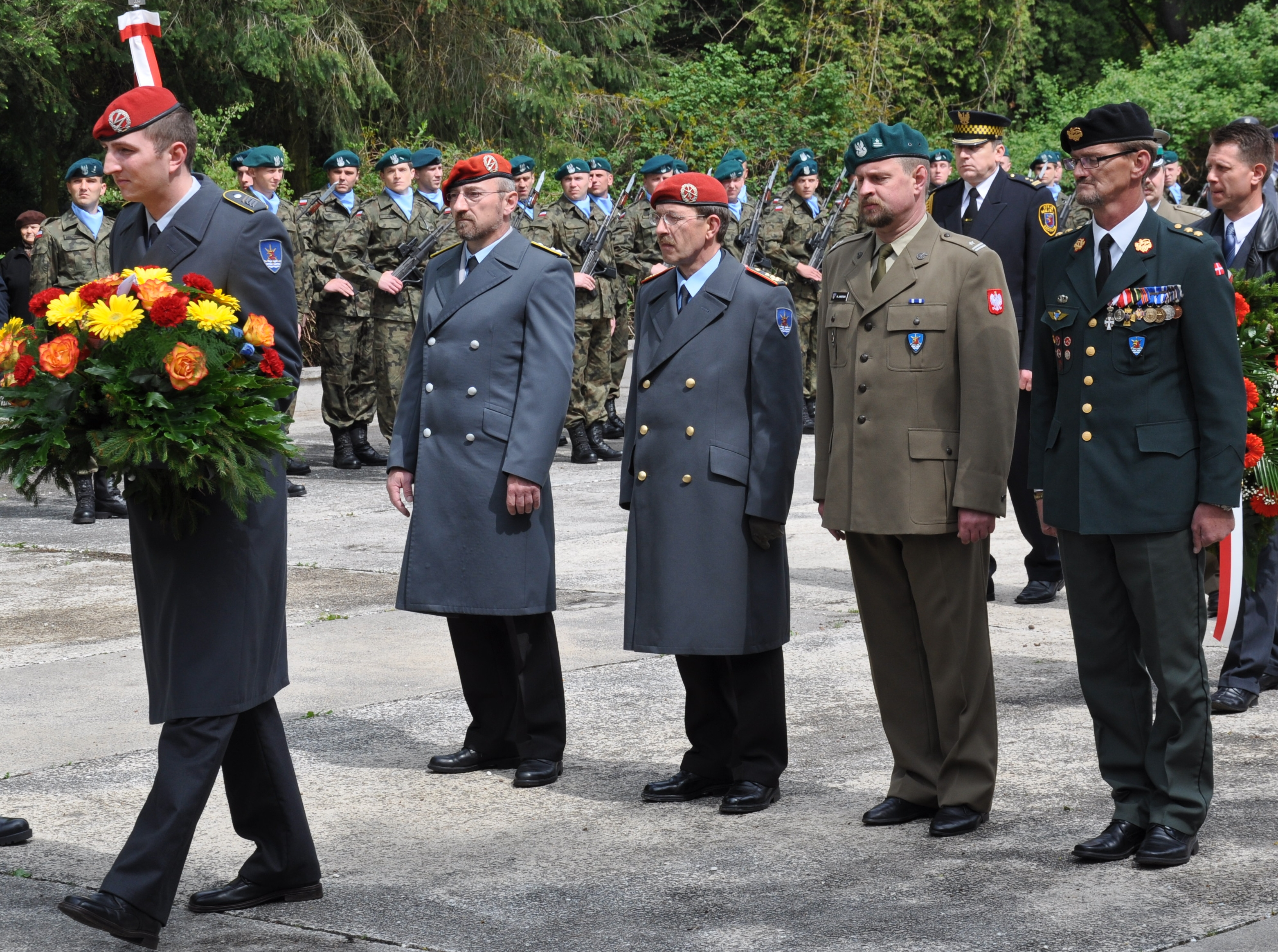
Deutsche, dänische und polnische Offiziere des Multinationalen Korps Nord-Ost bei einer Gedenkfeier

Im Rahmen von NATO und der Gemeinsamen Sicherheits- und Verteidigungspolitik der EU sind Truppen des Heeres ständig in multinationale Stäbe und Verbände integriert. Das Heer war von 1955 bis 1990 fest in die mittlerweile gelockerte NATO-Kommandostruktur eingebunden. Das Heer bleibt jedoch in den Streitkräfteplanungsprozess der NATO eingebunden. Heute sind die Korps die Träger der Multinationalität. Das Heer stellt im Bedarfsfall Kräfte für EU Battlegroups, für die Schnelle Eingreiftruppe der NATO und für Missionen der Vereinten Nationen. Die Heerestruppen sind dazu jedoch nicht ständig in diese multinationale Verbände eingegliedert, sondern werden meist nur im Bedarfsfall abgestellt. Eine Ausnahme bildet die ständig präsente Deutsch-Französische Brigade. Weitere Beteiligungen des Heeres an multinationalen Verbänden sind:
- Eurokorps: Das Heer stellt ständig den deutschen Anteil an der Deutsch-Französische Brigade und im Bedarfsfall die 10. Panzerdivision
- 1. Deutsch-Niederländisches Korps: Das Heer stellt im Bedarfsfall die 1. Panzerdivision
- Multinationales Korps Nord-Ost: Das Heer stellt im Bedarfsfall Truppenteile für das dänisch-polnisch-deutsche Korps ab.

Das Heer stellt in diesen Verbänden außerdem ständig den deutschen Anteil der Stäbe sowie in begrenztem Umfang Führungsunterstützungskräfte. Das Fernmeldebataillon 610 ist beispielsweise ständig in das Multinationale Korps Nord-Ost eingebunden. Am Allied Command Europe Rapid Reaction Corps ist das deutsche Heer nur mit wenigen Generalstabsoffizieren ständig beteiligt, hat aber die 1. Panzerdivision als im Bedarfsfall abzustellenden Verband vorgesehen. In besonderer Weise ist auch das Multinationale Kommando Operative Führung zur Führung multinationaler Verbände, beispielsweise der EU oder NATO, befähigt. Die Niederlande haben einen bedeutenden Teil ihres Heeres in das deutsche Heer eingegliedert. Für Ausbildung und Übung sind alle drei Brigaden der Niederländischen Streitkräfte (die 11. luftbewegliche Brigade, die 13. leichte Brigade und die 43. mechanisierte Brigade) dauerhaft in deutsche Divisionen eingegliedert.

### Kräftekategorien
Das Konzept der drei Kräftekategorien (Eingreifkräfte, Stabilisierungskräfte und Unterstützungskräfte) wurde im Zuge der Neuausrichtung der Bundeswehr nicht fortgeführt.

### Truppengattungen

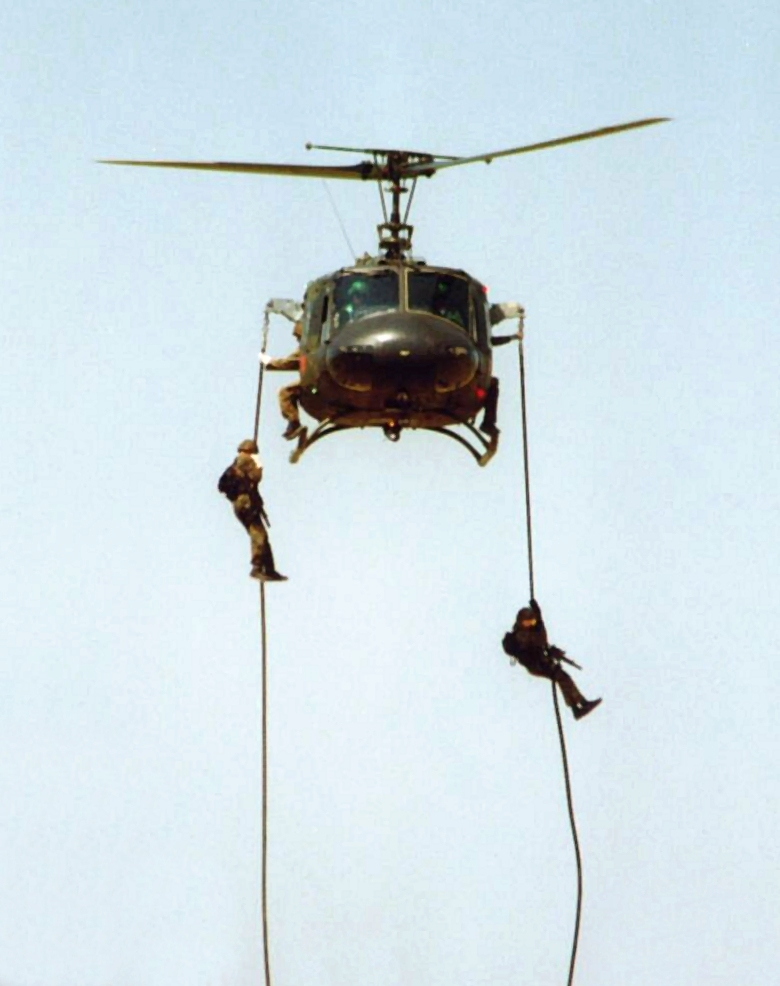
KSK-Vorführung auf der ILA 2000

Durch den Kommandeurbrief des Inspekteurs des Heeres wurde am 17. Oktober 2005 die offizielle Gliederung der Truppengattungen des Heeres bekannt gegeben. Jede Truppengattung fasst Truppenteile gemäß ihren Fähigkeiten und ihrer Ausrüstung zusammen. Äußerlich ist die Zugehörigkeit beispielsweise an der Waffenfarbe (Farbe der Kragenspiegel bzw. der Litzen etc.) oder am Barettabzeichen erkennbar. Die Einteilung nach Truppengattungen entspricht nicht der truppendienstlichen Gliederung des Heeres. Sinn der Einteilung in Truppengattungen ist vielmehr vor allem die einheitliche Ausbildung, Rüstung und Weiterentwicklung funktional ähnlicher Teilbereiche des Heeres. Dazu sind für die Truppengattungen Schulen oder Zentren eingerichtet, an deren Spitze jeweils ein Offizier (meist ein Brigadegeneral) in den Dienststellungen General der Infanterie, General der Panzertruppen usw. in besonderer Weise für die Weiterentwicklung und Ausbildung einer Truppengattung verantwortlich zeichnet. Folgende Tabelle stellt die Einteilung der Truppengattungen gemäß dem Kommandeurbrief zusammen.
| Truppengattungsverbund                     | Truppengattung          | Kragenspiegel | Barett       | Militärisches Symbol                                                              | Stärke |
| Kampftruppen                               | Kampftruppen            | Kampftruppen  | Kampftruppen | Kampftruppen                                                                      | Kampftruppen |
| ------------------------------------------ | ----------------------- | ------------- | ------------ | --------------------------------------------------------------------------------- | --- |
| Infanterie                                 | Fallschirmjägertruppe   |               |              |                                                                                   | 2 Fallschirmjägerregimenter mit: 12 Fallschirmjägerkompanien davon 02 schwere Kompanien 04 EGB Kompanien                                                                                           |
| Infanterie                                 | Gebirgsjägertruppe      |               |              | 3 Gebirgsjägerbataillone mit: 12 Gebirgsjägerkompanien davon 03 schwere Kompanien | |
| Infanterie                                 | Jägertruppe             |               |              | 5 Jägerbataillone mit: 18 Jägerkompanien davon 04 schwere Kompanien               | |
| Panzertruppen                              | Panzergrenadiertruppe   |               |              | 9 Panzergrenadierbataillone mit: 27 Panzergrenadierkompanien                      | |
| Panzertruppen                              | Panzertruppe            |               |              |                                                                                   | 7 Panzerbataillone (davon 1 nicht-aktiv) mit: 19 Panzerkompanien |
| Spezialkräfte                              | Spezialkräfte           |               |              |                                                                                   | Einsatzkräfte mit: 5 Kommandokompanien davon 1 Spezialkommandokompanie |
| Heimatschutzkräfte                         | Heimatschutzkräfte      | variabel      |              |                                                                                   | Heimatschutzdivision mit: 6 Heimatschutzregimentern |
| Kampfunterstützungstruppen                 |                         |               |              |                                                                                   | |
| Artillerietruppe                           | Artillerietruppe        |               |              |                                                                                   | 4 Artilleriebataillone mit: 4 Raketenartilleriebatterien 10 Panzerartilleriebatterien 4 Beobachtungs-/Aufklärungsbatterien                                                                         |
| Heeresfliegertruppe                        | Heeresfliegertruppe     |               |              |                                                                                   | 2 Transporthubschrauberregimenter 1 Kampfhubschrauberregiment |
| Pioniertruppe                              | Pioniertruppe           |               |              |                                                                                   | 6 Bataillone + 1 Kompanie + 2 Luftlandepionierkompanien |
| Einsatz- und Führungsunterstützungstruppen |                         |               |              |                                                                                   | |
| Fernmeldetruppe                            | Fernmeldetruppe         |               |              |                                                                                   | 2 Bataillone + 4 Kompanien |
| Heeresaufklärungstruppe                    | Heeresaufklärungstruppe |               |              |                                                                                   | 6 Bataillone + 1 Kompanie + 2 Luftlandeaufklärungskompanien |
| Heereslogistiktruppen                      | Instandsetzungstruppe   |               |              |                                                                                   | 7 Versorgungsbataillone je 3 in der 1. und 10. Panzerdivision und ein Btl. in der Deutsch-Französischen Brigade + 2 Luftlandeunterstützungskompanien (organisch in den Fallschirmjägerregimentern) |
| Heereslogistiktruppen                      | Nachschubtruppe         |               |              |                                                                                   | 7 Versorgungsbataillone je 3 in der 1. und 10. Panzerdivision und ein Btl. in der Deutsch-Französischen Brigade + 2 Luftlandeunterstützungskompanien (organisch in den Fallschirmjägerregimentern) |
| Sanitätsdienst Heer                        | Sanitätsdienst Heer     |               |              |                                                                                   | 2 Luftlandesanitätskompanien (organisch in den Fallschirmjägerregimentern) Sanitätszentrum KSK |

Mitte 2013 wechselte der Militärmusikdienst im Heer zur damaligen Streitkräftebasis (seit 2025 Unterstützungsbereich). Am 23. April 2013 wurde die ABC-Abwehrtruppe dem am gleichen Tag in Dienst gestellten ABC-Abwehrkommando und somit der damaligen Streitkräftebasis unterstellt. Bereits im Jahr 2012 wurde die Heeresflugabwehrtruppe als Heerestruppe vollständig aufgelöst und ein Großteil der Aufgaben an die Luftwaffe abgegeben. Im Jahr 2001 hatte die neu aufgestellte Streitkräftebasis bereits einige der zuletzt zum Heer gehörenden Truppengattungen übernommen. Hierzu zählten die Feldjägertruppe, die Truppe für Operative Information, die Fernmeldetruppe EloKa und die 2003 aufgelöste Topographietruppe.

Standorte des Heeres im November 2022

### Standorte
Das Heer ist in Kasernen fast im gesamten Bundesgebiet stationiert. Keine größeren Truppenteile befinden sich lediglich in den Ländern Bremen, Hamburg und Berlin. In Litauen (Panzerbrigade 45), im französischen Straßburg sowie in Illkirch-Graffenstaden befinden sich die einzigen größeren Standorte des Heeres im Ausland. Die militärischen Anlagen, d. h. Kasernen, Depots und Truppenübungsplätze selbst stehen aber größtenteils nicht unter der Verwaltung des Heeres, sondern werden vom Bundesamt für Infrastruktur, Umweltschutz und Dienstleistungen der Bundeswehr über seine Bundeswehr-Dienstleistungszentren bzw. von Truppenübungsplatzkommandanturen des Unterstützungsbereichs betrieben.
Das Standortkonzept hat sich seit Ende des Kalten Krieges und spätestens mit Vorlage des Standortkonzeptes 2011 unter Bundesverteidigungsminister Thomas de Maizière grundlegend verändert. Zahlreiche Standorte, die bis 1990 in der Nähe der zugewiesenen Verteidigungsräume der Truppenteile lagen, wurden einhergehend mit der Verkleinerung des Heeres aus Kostengründen geschlossen und die Truppenteile in wenigen Räumen konzentriert, die oftmals nahe geeigneter Ausbildungseinrichtungen (z. B. Truppenübungsplätze) liegen. Truppenkonzentration befinden sich heute beispielsweise in der Lüneburger Heide um die Truppenübungsplätze Munster und Bergen, in Ostwestfalen-Lippe, in Franken, an der Saar, Westthüringen, im Alpenraum und im Bayerischen Wald.

## Rekrutierung und Ausbildung

### Rekrutierung
Das Bundesamt für das Personalmanagement der Bundeswehr (BAPersBw) ist eine Bundesoberbehörde, welche im Rahmen der Neuausrichtung der Bundeswehr für die Personalführung der Soldaten und Beamten bis einschließlich Besoldungsgruppe A 16 sowie des Tarifpersonals ab Entgeltgruppe 9 sowie die militärische und zivile Personalgewinnung zuständig ist. Um eine umfassende Information von Interessenten über alle zivilen und militärischen Berufsbilder der Bundeswehr zu gewährleisten, werden 110 ständig besetzte und bis zu 200 mobile Karriereberatungsbüros eingerichtet. Neben diesen Elementen in der Fläche werden 16 Karrierecenter der Bundeswehr mit einem umfassenden Beratungs- und Informationsangebot für Politik, Behörden und Wirtschaft geschaffen.

### Soldaten

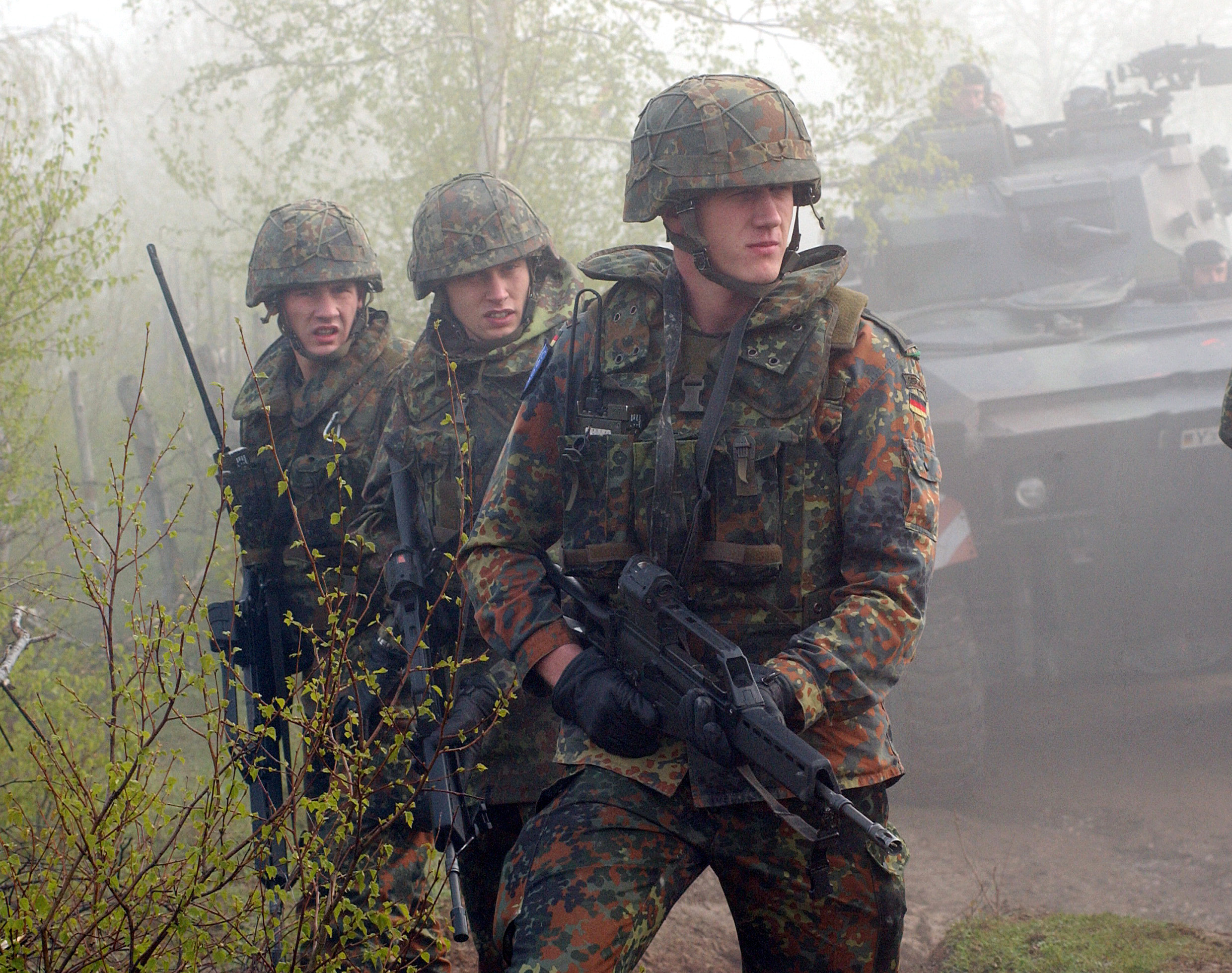
Deutsche Soldaten mit G36 vor Spähpanzer Luchs in Bosnien, 2002

Das Heer ist seit dem Ende des Kalten Krieges deutlich verkleinert worden. Aktuell hat das Heer eine Stärke von 61.670 Soldaten. Seit 2001 sind alle Laufbahnen des Heeres uneingeschränkt für Frauen geöffnet. Im Heer dienen 4.808 weibliche Soldaten. Dies entspricht einem Anteil von etwa 7,8 % an allen Soldaten im Heer. Der von einberufenen Wehrpflichtigen zu leistende Grundwehrdienst dauerte zuletzt sechs Monate. Die Wehrpflicht wurde zum 1. Juli 2011 ausgesetzt; die letzten Wehrpflichtigen wurden im Januar 2011 eingezogen. Seit dem 1. Juli 2011 besteht das Heer damit erstmals in seiner Geschichte – sieht man von dem kurzen Zeitraum zwischen 1955 und 1957 ab – ausschließlich aus Freiwilligen.
Im Vergleich zur Gesamt- bzw. Heeresstärke anderer europäischer Armeen (z. B. von Frankreich, Großbritannien oder Italien) hat das deutsche Heer eine relativ geringe Stärke. Dies erklärt sich durch die deutsche Besonderheit des Unterstützungsbereichs der Bundeswehr, in denen in großem Umfang Heeressoldaten (offizielle Bezeichnung: „Heeresuniformträger“) Dienst leisten. In allen Bereichen der Bundeswehr dienen derzeit rund 115.000 Heeresuniformträger.
Nach dem Dienstverhältnis lassen sich die Soldaten in Berufssoldaten, Soldaten auf Zeit, und Freiwillig Wehrdienstleistende differenzieren.

### Reservisten

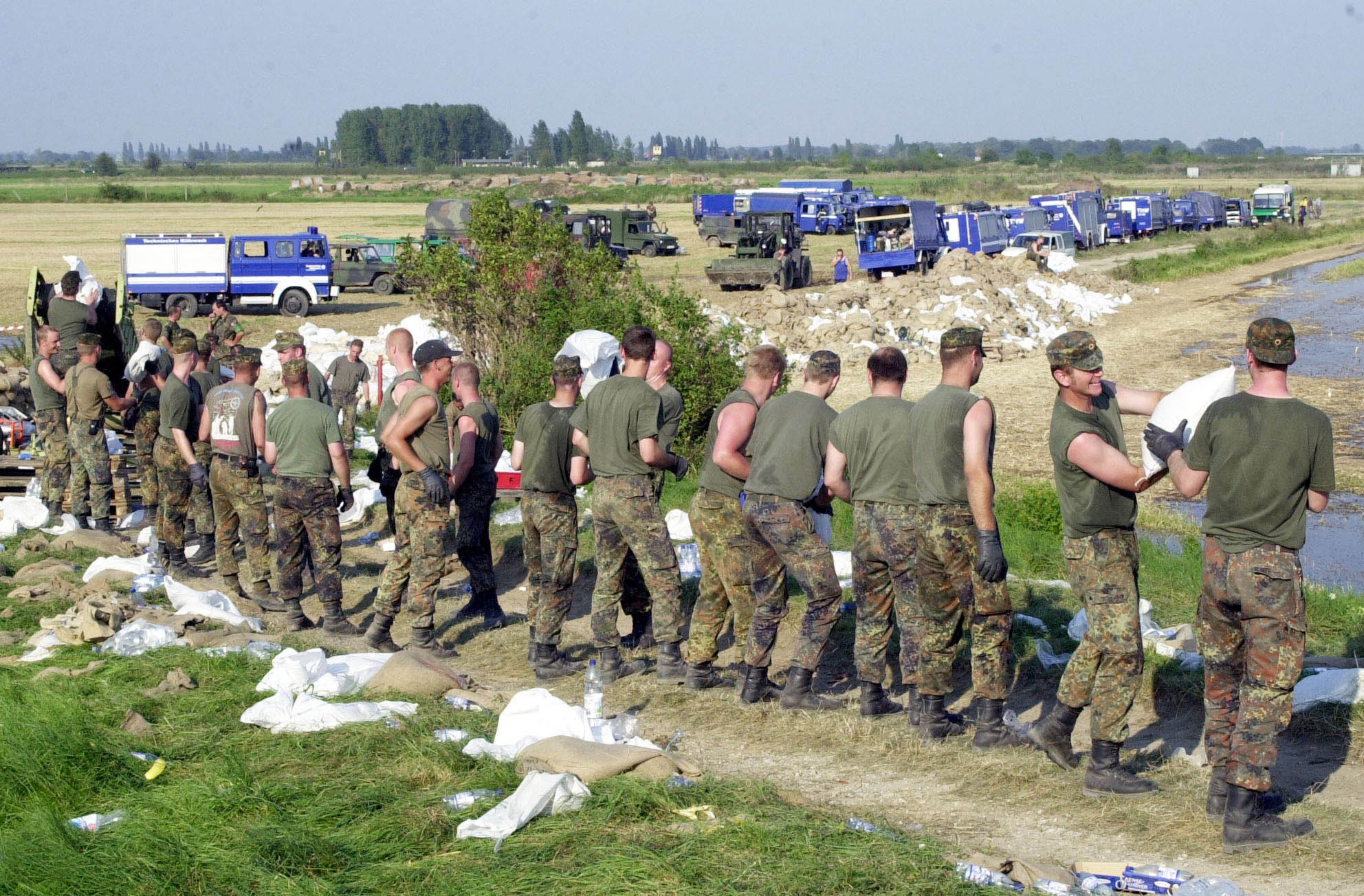
Klassische ZMZ-Einsätze umfassen beispielsweise die Hochwasserbekämpfung gemeinsam mit zivilen Organisationen wie dem THW

Das Grundgesetz für die Bundesrepublik Deutschland sieht für die Streitkräfte eine Wehrpflicht vor, die Mitte 2011 ausgesetzt wurde. Wehrpflichtige Männer wurden bisher in ihrem zuletzt mindestens sechs Monate dauernden Wehrdienst für eine Aufgabe in den Streitkräften ausgebildet und waren danach wie auch heute noch Freiwillige nach ihrer Dienstzeit in der Regel Teil der Reserve. Im Verteidigungsfall oder bei anderen Krisen könnte das Heer durch Reservisten daher deutlich aufwachsen. Zur Katastrophenbewältigung sind Reservisten ein wichtiges Kernelement der Zivil-Militärischen Zusammenarbeit. Während im Kalten Krieg Soldaten nach ihrem aktiven Wehrdienst meist fest in Verbände des Territorialheeres eingeplant wurden, um im Verteidigungsfall das Feldheer zu unterstützen, wurden viele ehemals beim Heer angesiedelte Aufgaben des Territorialheeres in den Aufgabenbereich der Streitkräftebasis wahrgenommen. 2025 kehrte diese zum Heer zurück. Viele der Ergänzungstruppenteile im Heer wie die Heimatschutzverbände wurden aufgelöst und ihr für den Verteidigungsfall eingelagertes Material ausgesondert. Gediente Soldaten sind nach ihrer Dienstzeit zwar weiterhin Reservisten, werden aber deutlich seltener als im Kalten Krieg fest einem nicht aktiven Verband zugeordnet. Wehrübungen sind mittlerweile selten und meist freiwillig. Dennoch sind auch heute noch im Heer weiterhin Dienstposten für Reservisten ausgeplant und es existieren weiterhin Ergänzungstruppenteile im Heer. Dazu zählen im Heer zukünftig u. a. zwei teilaktive Panzerbataillone, zwei nicht aktive Panzergrenadierbataillone und zwei Pionierbataillone. Diese Verbände verfügen in der Regel aber über kein eigenes schweres Gerät, sondern sind als Ausbildungsverbände konzipiert, die zur Ausbildung auf das Gerät aktiver Verbände zurückgreifen. Die Zahl dieser strukturgebundenen Beorderungsdienstposten für Reservisten (Verstärkungsreserve) im Heer beträgt 8.000 Soldaten. Weitere Reservisten sind „als Ersatz“ oder zur Verstärkung („Spiegeldienstposten“) regulärer Dienstposten in aktiven Truppenteilen im Heer eingeplant. Diese Reservisten bilden die Personalreserve, die rund 8.000 Dienstposten umfasst. Alle sonstigen nicht fest auf Dienstposten eingeplanten Reservisten bilden die mehrere hunderttausend Heeressoldaten umfassende allgemeine Reserve. Besondere Bedeutung hat die Verwendung von besonders fachlich qualifizierten Reservisten zur Deckung eines besonderen Bedarfes bei den Auslandseinsätzen. Reservisten können durch Wehrübungen und die Teilnahme an Lehrgängen innerhalb ihrer Laufbahn befördert werden und ggf. in die nächste Laufbahn aufsteigen, höchstens jedoch bis zum Dienstgrad Oberst.

### Ausbildung
Alle Soldaten des Heeres durchlaufen zunächst die dreimonatige Grundausbildung (GA). Die Inhalte der Grundausbildung sind identisch in allen Organisationsbereichen der Streitkräfte. Zur Durchführung der Grundausbildung bilden die Bataillone meist spezielle Ausbildungskompanien. Mehrheitlich erst nach der Grundausbildung werden die Soldaten in ihre Stammeinheiten versetzt. Die weitere Ausbildung erfolgt für die meisten Soldaten im aktiven Dienst meist in den regulären Kompanien. Ausnahmen sind die Offizieranwärterbataillone, die für Offizieranwärter zunächst Ort ihrer truppengattungsunabhängigen Ausbildung sind. Besondere laufbahn- oder truppengattungsspezifische Lehrgänge werden vor allem an den Ausbildungseinrichtungen des Heeres durchgeführt. Daneben gibt es auch spezielle Ausbildungseinheiten, die beispielsweise die Ausbildung angehender Kraftfahrzeugmechaniker, Richtschützen, Kraftfahrer durchführen und mittlerweile teils im Bereich der Streitkräftebasis angesiedelt sind. Jeder erfolgreiche Ausbildungsabschnitt wird durch die Ausbildungs- und Tätigkeitsnummer (ATN) nachgewiesen. Obligatorisch für Unteroffiziersanwärter ist der Besuch der Unteroffizierschule des Heeres, während die angehenden Offiziere die Offizierschule des Heeres zum Erwerb ihrer Offiziersbriefe besuchen müssen. Viele Lehrgänge sind mittlerweile aber auch an Ausbildungseinrichtungen außerhalb des Heeres zu absolvieren. Offiziere aller Teilstreitkräfte absolvieren an den Universitäten der Bundeswehr in den allermeisten Fällen ein ziviles Studium, das nicht in direktem Zusammenhang mit ihrer militärischen Verwendung stehen muss. Für die Ausbildung und Weiterentwicklung der Truppengattungen tragen dabei die Kommandeure einiger Ausbildungseinrichtungen neben den Verantwortlichen im Ausbildungskommando und im Amt für Heeresentwicklung besondere Verantwortung. Diese besetzen die Dienststellungen General der Infanterie, General der Panzertruppen, General der Heeresaufklärungstruppe usw. Fast jede Truppengattung weist ein Lehrbataillon oder mindestens eine Lehrkompanie auf, die in besonderer Weise neben ihren Aufgaben als regulärer Verband an der Ausbildung und Weiterentwicklung der Truppengattung beteiligt ist und daher auf die Zusammenarbeit mit den entsprechenden Schulen angewiesen ist. Diese Verbände und Einheiten dienen zur Erprobung neuer Technologien, Dienstvorschriften und Verfahren, sowie zur Demonstration der Fähigkeiten der Truppengattung. Die meisten dieser Verbände sind Teil der Panzerlehrbrigade 9.

### Dienstgrade
Niedrigste Dienstgrade im Heer sind Jäger, Panzerschütze, Panzergrenadier, Kanonier u. w. Höchster Dienstgrad für Heeresuniformträger ist der General. Zu diesem werden nur Soldaten ernannt, die eine Position oberhalb der Befehlsstruktur des Heeres innehaben; der Inspekteur des Heeres ist ein Generalleutnant. Die Dienstgradbezeichnungen sind für Heeres- und Luftwaffenuniformträger identisch.

## Ausrüstung

### Fahrzeuge und Hauptwaffensysteme
Die Hauptwaffensysteme sind der Kampfpanzer Leopard 2, der Schützenpanzer Marder und der Schützenpanzer Puma, welcher seit 2015 als Nachfolger des Marder zuläuft.
Waffensysteme der Infanterie sind vor allem der Waffenträger Wiesel sowie der Transportpanzer GTK Boxer. Die Artillerietruppe nutzt die Artilleriesysteme MARS und Panzerhaubitze 2000. Weitere ungepanzerte und gepanzerte Rad- und Kettenfahrzeuge sowie die Transport- und Kampfhubschrauber der Heeresflieger ergänzen die Ausrüstung des Heeres.
Im Dezember 2017 verfügte das Heer nach dem „Bericht zur materiellen Einsatzbereitschaft der Hauptwaffensysteme“ über folgende Hauptwaffensysteme:
| Fahrzeug                                    | Bild                                                             | Anzahl | Anzahl                 | Verteilung und Anmerkungen |
| Fahrzeug                                    | Bild                                                             | Gesamtbestand Bundeswehr                                                                                      | Verfügungsbestand Heer | Verteilung und Anmerkungen |
| Aktive Systeme                              | Aktive Systeme                                                   | Aktive Systeme                                                                                                | Aktive Systeme         | Aktive Systeme |
| ------------------------------------------- | ---------------------------------------------------------------- | --- | ---------------------- | --- |
| Kampfpanzer Leopard 2                       | Kpz Leopard 2                                                    | 312 Plan: 328 (ab 2020 zulaufend)                                                                             | 212                    | |
| Schützenpanzer Marder                       | Spz Marder                                                       | 382 | 319                    | Die Außerdienststellung des Marders ist erst mit der Erlangung der Einsatzreife des Schützenpanzer Puma (ca. 2024) geplant.                |
| Raketenartilleriesystem MARS                | MARS                                                             | 41 | 15                     | zurzeit 8 je Raketenartilleriebatterie |
| Panzerhaubitze 2000                         | Panzerhaubitze 2000                                              | 121 | 75                     | |
| Waffenträger Wiesel 1 TOW und MK            | Wiesel 1 mit 20-mm-Maschinenkanone                               | 272 | 120 (TOW & MK)         | Varianten TOW und MK für u. a. Infanterieverbände. In den schweren Kompanien: 60 Stück in der Variante TOW und 60 Stück in der Variante MK |
| Transportpanzer Fuchs                       |                                                                  | 907 | 684                    | |
| Transportpanzer GTK Boxer                   | Infanterie-Gruppenfahrzeug                                       | 274 (inkl. 72 des Zentralen Sanitätsdienstes) Plan: 404 (ein zweites Los über 131 Fahrzeuge läuft ab 2017 zu) | 167                    | |
| Spähwagen Fennek                            |                                                                  | 220 | 180                    | |
| Kampfhubschrauber Eurocopter Tiger          | UH Tiger                                                         | 53 Plan: 48 (insgesamt wurden 68 Systeme beschafft)                                                           | 39                     | |
| Systeme im Zulauf                           |                                                                  | |                        | |
| Schützenpanzer Puma                         | Spz Puma                                                         | 350 Plan: 400                                                                                                 | 112                    | |
| Taktischer Transporthubschrauber (TTH) NH90 | NH90 der Heeresflieger                                           | 74 Plan: 82                                                                                                   | 37                     | |
| H145 LUH SAR                                | H145 LUH SAR für den SAR-Dienst für Luftfahrzeuge in Deutschland | | 7                      | Für den SAR-Dienst für Luftfahrzeuge in Deutschland (Transporthubschrauberregiment 30)                                                     |

### Handwaffen
Als Bewaffnung verfügt der Soldat je nach Einsatzzweck über zahlreiche Handwaffen, so meist das Sturmgewehr HK G36. Einige Soldaten führen als Ordonnanzwaffe weiter das G3, das gegenüber dem G36 den Vorzug einer höheren Durchschlagskraft bietet. Fahrzeugbesatzungen sind häufig noch mit der MP2 (Uzi) als Handfeuerwaffe in der Sekundärbewaffnung ausgestattet. Diese wurde durch die HK MP7 bereits teilweise ersetzt. Die Standardpistole der Bundeswehr insbesondere in der Sekundärbewaffnung ist die P8 – die Vorgängerpistole P1 ist nur noch selten in Gebrauch. Infanteriegruppen führen ein Maschinengewehr MG3 oder HK MG4 mit. Die Scharfschützen in den Infanterie- und Panzergrenadierkompanien sind mit dem G 22 oder dem G82 ausgestattet, die Zielfernrohrschützen einer Infanteriegruppe meist mit einer modifizierten Version des G3. Zur Panzerabwehr steht neben der Panzerfaust 3 auch die Panzerabwehrlenkrakete MILAN zur Verfügung. Letztere kommt bevorzugt aufgesessen zum Einsatz. Zur Ausstattung der Infanterie gehören weiterhin die Granat-Maschinen-Waffe GMW 40 und der Mörser 120 mm. Aufgrund des hohen Gewichts werden die MILAN, der HK GMW sowie der 120-mm-Mörser überwiegend auf Waffenträger verlastet.

### Nukleare Gefechtsfeldwaffen
Der Einsatz nuklearer Gefechtsfeldwaffen durch die Artillerietruppe des Heeres war im Kalten Krieg eine taktische Option für den Verteidigungsfall, wenn auch die entsprechenden Granaten und Raketen erst durch die amerikanischen Streitkräfte im Rahmen der Vereinbarungen zur nuklearen Teilhabe bereitgestellt werden mussten. Beschlüsse der nuklearen Planungsgruppe der NATO führten 1991 zu einem Verzicht solcher Einsatzszenarien.

### Uniform

#### Dienstanzug

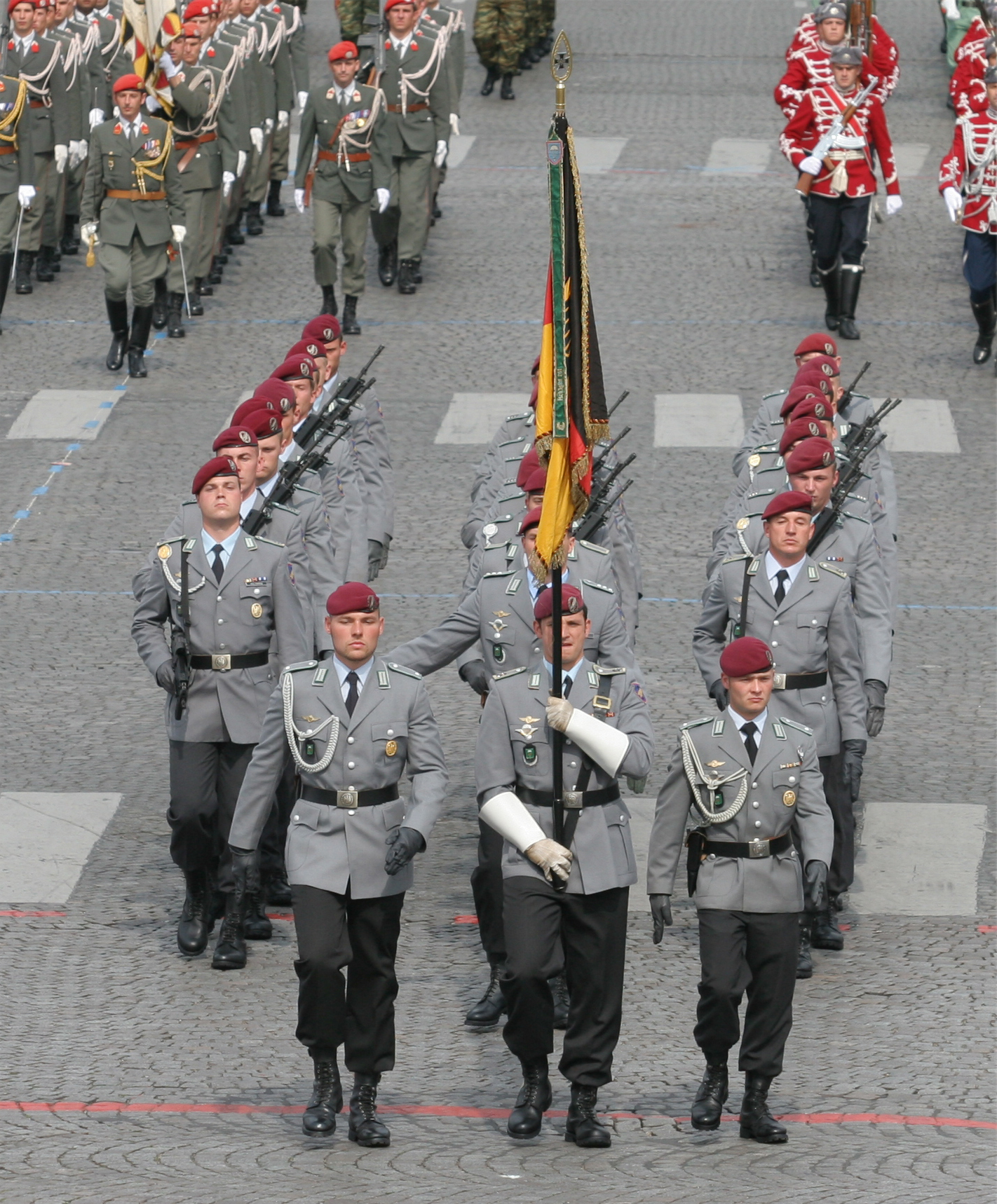
Fallschirmjäger im Großen Dienstanzug mit bordeauxrotem Barett und grüner Waffenfarbe. Vorne die Fahnenabordnung mit der Truppenfahne des Fallschirmjägerbataillon 261 mit dem Fahnenband des Saarlands

Der Dienstanzug des Heeressoldaten unterscheidet sich vom Dienstanzug aller anderen Teilstreitkräfte und ist überwiegend in Feldgrau gehalten. Auch außerhalb des Heeres dienen Heeresuniformträger. Im Vergleich zur Marine wird der Dienstanzug im normalen Truppendienst seltener getragen. Zum Dienstanzug gehört das Barett (bei der Gebirgstruppe die Bergmütze). Durch Barettfarbe und Barettabzeichen ist meist eine Identifikation der Truppengattung möglich. Ausnahmen davon sind aber zahlreich. Beispielsweise tragen die meisten Angehörigen eines Luftlandeverbandes das bordeauxrote Barett. Marineblaue Baretts tragen beispielsweise Angehörige der multinationalen Deutsch-französischen Brigade und einiger multinationaler Korpsstäbe. Letztere Soldaten tragen außerdem auch einheitliche Barettabzeichen, so dass keine Identifizierung der Truppengattung anhand ihrer Kopfbedeckung möglich ist. Die Heeresuniformträger des Wachbataillons beim Bundesministerium der Verteidigung tragen ein besonderes Barettabzeichen – für sie gelten ohnehin in Hinblick auf die Uniform zahlreiche Besonderheiten. Gebirgsjäger und andere jetzige oder ehemalige Gebirgstruppenteile tragen eine abgewandelte Form des Dienstanzugs. Zum Berganzug mit Skibluse und Keilhose tragen diese die Bergmütze und Bergstiefel. Die Laufbahnen und eingeschränkt auch die Dienstgradgruppen lassen sich neben den Dienstgradabzeichen auch an den verschiedenartig ausgeführten Paspelierungen an den Schulterklappen und Kragen sowie den Doppellitzen der Kragenspiegel erkennen (für Generale beispielsweise goldene Kordel als Paspel oder Litze, für andere Offiziere Silber, für Unteroffiziere mit Portepee altgolden usw.). Eine weitere Identifikation der Truppengattung kann über die Waffenfarbe am Kragenspiegel und an den farblichen Unterlegungen oder Umrandungen der Dienstgradabzeichen bzw. Schulterklappen vorgenommen werden. Die Dienstgradabzeichen selbst bestehen beim Dienstanzug nicht mehr aus einfachem Druck oder Stickereien, sondern sind aus Metall gefertigt und werden auf die Schulterklappen aufgesteckt. Am linken Ärmel wird das gestickte Verbandsabzeichen des Großverbandes getragen, also das der Brigade, der Division, des entsprechenden Stabes (z. B. Verbandsabzeichen des Heeresführungskommandos oder der Truppenschule), des Wehrbereichskommandos usw. (siehe auch Liste der Verbandsabzeichen der Bundeswehr). An der rechten Brusttasche darf zusätzlich ein internes Verbandsabzeichen getragen werden, das die Zugehörigkeit zu einer Einheit, einem Bataillon oder anderen Verband demonstriert. Dazu kommen eine ganz Reihe weiterer Abzeichen, die auf die Dienststellung, Ausbildung oder Verdienste der einzelnen Träger zurückgehen. Kompaniefeldwebel tragen zum Beispiel eine goldene Kordel über die Schulter. Unteroffiziere und Mannschaften eine ggf. erworbene Schützenschnur. Auszeichnungen, z. B. das Ehrenkreuz der Bundeswehr für Tapferkeit andere Ehrenzeichen der Bundeswehr oder für die Teilnahme an Einsätzen, werden meist über der linken Brusttasche als Bandschnalle getragen. Ärmelbander werden im Heer nur von wenigen Heeresuniformträgern getragen. Dies sind im Bereich des Heeresführungskommandos nur die Heeresflieger und die Soldaten der Panzerlehrbrigade 9. Im Bereich des Ausbildungskommandos beispielsweise die Angehörigen (nicht Lehrgangsteilnehmer) der Offizierschule des Heeres. Einige für bestandene Lehrgänge verliehene Abzeichen oder durch bestimmte Qualifikationen erworbene, z. B. das Fallschirmspringerabzeichen, das Heeresbergführerabzeichen oder andere Tätigkeitsabzeichen werden wiederum meist oberhalb der rechten Brusttasche angebracht und sind aus Metall. Uniformknöpfe, Stickereien der Ärmelbänder und Dienstgradabzeichen aus Metall sind silberfarben, nur für die Dienstgradgruppe Generale sind sie goldfarben.
Für besonders feierliche Anlässe (Großer Zapfenstreich, Trauerfeiern) kann der Große Dienstanzug befohlen werden. Die Soldaten tragen dann beispielsweise oft Helm statt Barett, Kampfstiefel statt Halbschuhe, Überfallhose und Lederkoppel über der Dienstjacke oder dem Mantel. Besondere Uniformabwandlungen zeichnen auch die Feldjäger, die meisten Angehörigen der Musikkorps oder Fahnenkommandos aus, denn diese tragen zum Dienstanzug das Weißkoppelzeug.

#### Feldanzug
Die häufigste Anzugart im Heer ist der Feldanzug in seiner Grundform. Zu Kampfstiefeln (oder Bergstiefeln), Feldhose und Feldbluse in Flecktarnmuster (bei Panzerbesatzungen und Heeresfliegern auch einteilige Panzerkombinationen in oliv oder flecktarn) wird dazu im Gefechts- und Wachdienst meist die Feldmütze oder der Gefechtshelm getragen. Damit wird häufig die Splitterschutzweste oder die Feldkoppel (Tragehilfe für Klappspaten, Feldflasche, Kampfmesser etc.) kombiniert. Außerhalb des Wach- und Gefechtsdienstes wird häufig zum Feldanzug das Barett oder die Bergmütze getragen. Die Dienstgradabzeichen sind einfacher als am Dienstanzug und bestehen nur aus gedruckten oder gestickten Dienstgradschlaufen, die auf die Schulterklappen aufgeschoben werden. Die Truppengattung kennzeichnet keine Paspelierung, sondern einfache Litzen, die ebenfalls auf die Schulterklappen aufgeschoben werden. Im Unterschied zur Marine sind die Stickereien für Mannschaften und Unteroffiziere nie goldfarben. Die Dienstgradabzeichen der Offiziere von Marine und Heer unterscheiden sich ohnehin in ihrer Form, obwohl die Stickereien für Generale des Heeres ebenfalls goldfarben sind. Nur in der Tarnausführung (schwarze Stickereien) gleichen sich die Abzeichen der Mannschafts- und Unteroffizierdienstgrade von Heer und Marine. Eine Unterscheidung ist dann nur – gegebenenfalls neben der Kopfbedeckung – über die fehlende Litze der Marineuniformträger möglich. Der Unterschied zum Feldanzug der Luftwaffe ergibt sich deutlich durch die auf den Luftwaffendienstgradschlaufen aufgestickten Schwingen. Verbandsabzeichen werden nicht am Feldanzug getragen; das interne Verbandsabzeichen als Anhänger nur außerhalb des Gefechtsdienstes sonst manchmal auch als (nicht fest angebrachtes) Ärmelabzeichen. Tätigkeits- und an Lehrgänge gebundene Abzeichen (z. B. bestandener Einzelkämpferlehrgang) sind im Gegensatz zur Ausführung für den Dienstanzug am Feldanzug lediglich gestickt und aufgenäht. Besondere Auszeichnungen, die am Dienstanzug meist als Bandschnalle getragen werden, werden am Feldanzug nicht getragen.

## Geschichte

### Kurzfassung
Die ersten Soldaten des Heeres traten am 12. November 1955 ihren Dienst an und im April 1957 wurden die ersten Wehrpflichtigen einberufen. Das Heer sieht sich ausdrücklich nicht in der Tradition der Wehrmacht. Im Kalten Krieg war die Hauptaufgabe der Bundeswehr die Landesverteidigung. Mit der Auflösung des Kommandos Territoriale Verteidigung 1969 wurden dessen Aufgaben dem Heer übertragen und dieses organisatorisch in das in die NATO-Kommandostruktur integrierte Feldheer und das unter nationalem Kommando stehende Territorialheer unterteilt. Nach Beitritt der im Wiedervereinigungsprozess wieder errichteten Länder der Deutschen Demokratischen Republik sowie Gesamtberlins zur Bundesrepublik Deutschland wurden Teile der Landstreitkräfte der Nationalen Volksarmee in das Heer integriert. Das Feldheer wuchs dadurch auf 42 Kampfbrigaden und auf 360.000 aktive Soldaten auf und erreichte damit seine historische Maximalgröße. Das Territorialheer wurde als eigener Teilbereich im Heer 2001 aufgelöst und verbliebene territoriale Strukturen und Aufgaben in den damals neu geschaffenen Organisationsbereich Streitkräftebasis eingegliedert. 2025 kehrten viele davon zur Heimatschutzdivision des Heeres zurück. Die Wehrpflicht wurde 2011 ausgesetzt. Seitdem ist das Heer Teil einer Freiwilligenarmee. Seit April 2012 ist der Generalinspekteur der Bundeswehr truppendienstlicher Vorgesetzter aller Soldaten des Heeres.

### Vorgeschichte

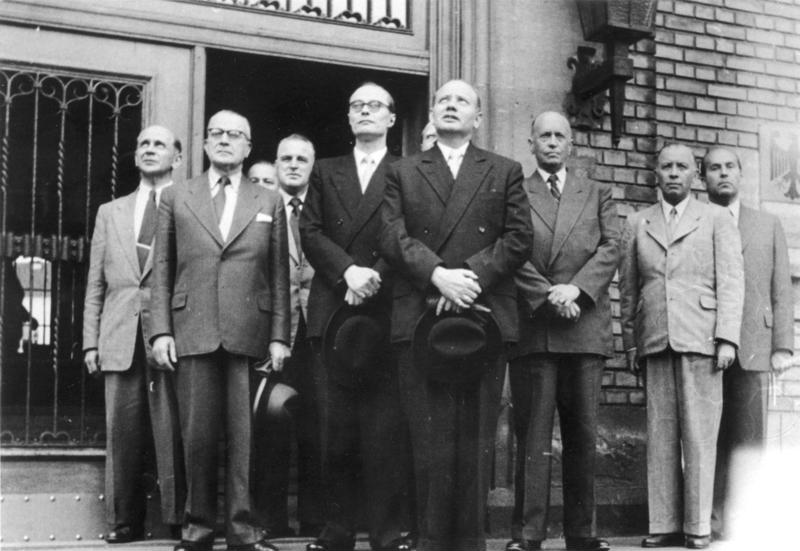
Hohe Mitarbeiter des Amtes Blank, u. a. Theodor Blank selbst, im Jahr 1955. Da die Bundeswehr noch nicht gegründet war, trug auch der spätere Heeresgeneral und Generalinspekteur Adolf Heusinger zivil.

Nach dem Zusammenbruch der nationalsozialistischen Diktatur, der fast vollständigen Zerschlagung der Wehrmacht und der sich daran anschließenden Besetzung der Gebiete des Deutschen Reiches durch die alliierten Siegermächte war an die Aufstellung neuer deutscher Streitkräfte für einige Jahre nicht zu denken. Der beginnende Kalte Krieg zwischen Ost und West sollte dies ändern. Bereits ein Jahr nach Gründung der Bundesrepublik Deutschland stimmte die Beratende Versammlung des Europarates unter dem Eindruck des Koreakrieges der Bildung einer europäischen Armee mit deutscher Beteiligung am 11. August 1950 zu. Bundeskanzler Konrad Adenauer war bestrebt, die Westbindung der Bundesrepublik zu stärken. 1951 wurde der militärisch gegliederte und mit leichten Kriegswaffen ausgestattete Bundesgrenzschutz (BGS) in einer Stärke von 10.000 Mann aufgestellt; Dienstgruppen zur Unterstützung der westalliierten Besatzungstruppen hatten allerdings schon länger bestanden. Die BGS-Verbände bildeten vielfach einen Grundstock für die späteren Heeresverbände. In der Himmeroder Denkschrift skizzierten ehemals hochrangige deutsche Militärs der Wehrmacht die Grundzüge eines neu aufzustellenden „deutschen Kontingents im Rahmen einer internationalen Streitmacht zur Verteidigung Westeuropas“. Für die deutschen Landstreitkräfte sah die Denkschrift bis 1952 die Bildung einer 250.000 Mann starken Armee vor. Die Militärs sahen die Bildung von zwölf Panzerdivisionen und sechs Korpsstäben mit dazugehörigen Korpstruppen vor, da nur die Panzerdivisionen eine Kampfkraft aufbringen könnten, die zahlenmäßig weit überlegenen Truppen des späteren Warschauer Paktes zurückzuwerfen. Am 26. Oktober 1950 wurde Theodor Blank zum „Beauftragten des Bundeskanzlers für die mit der Vermehrung der alliierten Truppen zusammenhängenden Fragen“ ernannt. Dieser Vorläufer des Verteidigungsministeriums wurde etwas euphemistisch als „Amt Blank“ tituliert, diente aber explizit der Vorbereitung der Wiederbewaffnung Westdeutschlands. Das Amt Blank legte bereits im März 1954 die Pläne zur Organisation der neuen deutschen Landstreitkräfte vor. Diese sahen die Bildung von sechs Infanterie-, vier Panzer- und zwei Panzergrenadierdivisionen als deutschen Beitrag zur Verteidigung Westeuropas im Rahmen einer Europäischen Verteidigungsgemeinschaft (siehe auch Pleven-Plan) vor. Nach einem Beschluss der Londoner Neun-Mächte-Konferenz vom 28. September bis 3. Oktober 1954 wurde der Eintritt Deutschlands in die NATO mit Wirkung zum 9. Mai 1955 – also vor Aufstellung eigener Truppen – als Ersatz für die politisch gescheiterte Europäische Verteidigungsgemeinschaft beschlossen. Erst nach dem NATO-Beitritt 1955 wurde das Amt in das Bundesverteidigungsministerium umgewandelt, nachdem der Bundestag bereits am 8. Februar 1952 einem deutschen Beitrag zur Verteidigung Westeuropas zugestimmt hatte und das Grundgesetz seit dem 26. Februar 1954 entsprechend um die Artikel zur Wehrhoheit des Bundes ergänzt worden war. Theodor Blank wurde erster Verteidigungsminister. Keimzelle des Heeres bildete die Abteilung V Heer im Verteidigungsministerium. Unterabteilungen waren die Bereiche V A Führung und Ausbildung, V B Organisation sowie V C Logistik.

### Heeresstruktur 1 (1955–1959)

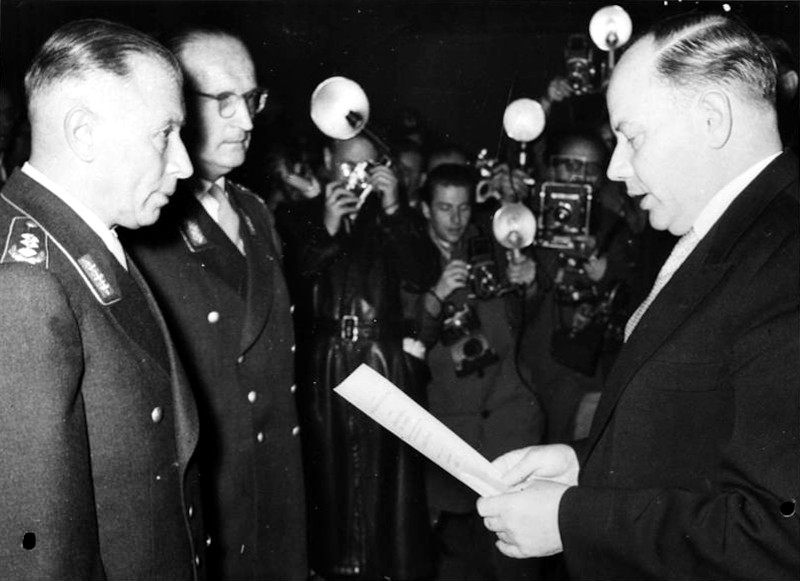
Generalleutnant Adolf Heusinger, General Hans Speidel mit Bundesminister der Verteidigung Theodor Blank bei Überreichung der Ernennungsurkunden für die ersten 101 Freiwilligen der Bundeswehr in Bonn

Die eigentliche Geschichte des Heeres und der Bundeswehr beginnt 1955. Die ersten Soldaten des Heeres traten am 12. November 1955 ihren Dienst in Andernach an. Im April 1957 wurden die ersten Wehrpflichtigen einberufen. Das Heer sah sich bei der Gründung ausdrücklich nicht in der Nachfolge der zehn Jahre zuvor besiegten Wehrmacht, sondern in der der preußischen Militärreformen und des militärischen Widerstands gegen den Nationalsozialismus um die Gruppe der Freiheitskämpfer vom 20. Juli 1944. Gleichwohl wurde das Offizierskorps aus Mangel an Alternativen lange Zeit vor allem durch ehemalige Offiziere des Heeres der Wehrmacht geprägt. Erster Inspekteur des Heeres wurde der ehemalige General der Panzertruppe Hans Röttiger, der bereits an der Ausarbeitung der Himmeroder Denkschrift beteiligt war. Bis zum Ende des Kalten Krieges 1989 bestimmte die Konfrontation zwischen der NATO und dem Warschauer Pakt die Geschichte des Heeres.
Das Heer war von Anfang fest in die NATO-Struktur eingebunden und sollte bis 1959 in der Heeresstruktur 1 insgesamt zwölf Heeresdivisionen stellen. Bis 1966 sah die NATO-Strategie einen massiven atomaren Vergeltungsschlag im Falle eines Angriffs der in Europa an konventionellen Kräften überlegenen sowjetischen Streitkräfte vor. 1956 wurden als erste Truppenteile des Heeres sieben Lehrkompanien in Andernach aufgestellt und der Aufbau der Truppenschulen des Heeres begann. Am 1. April 1957 wurden die ersten Wehrpflichtigen in das Heer einberufen. Zur Aufstellung der nun insgesamt geplanten zwölf Panzer- und Grenadierdivisionen wurden die bestehenden Verbände etwa alle sechs Monate in zwei Verbände geteilt. Dennoch konnten bis 1959 nicht alle geplanten zwölf Divisionen der NATO unterstellt werden. Ende 1958 betrug die Stärke des Heeres etwa 100.000 Mann. Das Heer griff bei der Ausrüstung zunächst auf amerikanisches Material wie den Kampfpanzer M47 zurück.
Die Landstreitkräfte der Bundeswehr waren zunächst in das Heer und die Territoriale Verteidigung gegliedert. Das Heer war fest in die NATO-Kommandostruktur eingebunden. Als oberste Führungsebene der territorialen Streitkräfte wurde 1957 das Amt für territoriale Verteidigung – später in Kommando Territoriale Verteidigung umbenannt – aufgestellt. Das Kommando Territoriale Verteidigung unterstand direkt dem Bundesministerium der Verteidigung. Im engeren Sinn bildete die Territorialverteidigung daher einen eigenen Bereich neben den Teilstreitkräften Heer, Marine und Luftwaffe. Die Truppenteile für die Territoriale Verteidigung stand unter nationalem Kommando und war nicht voll in die NATO-Kommandostruktur integriert.

### Heeresstruktur 2 (1959–1970)

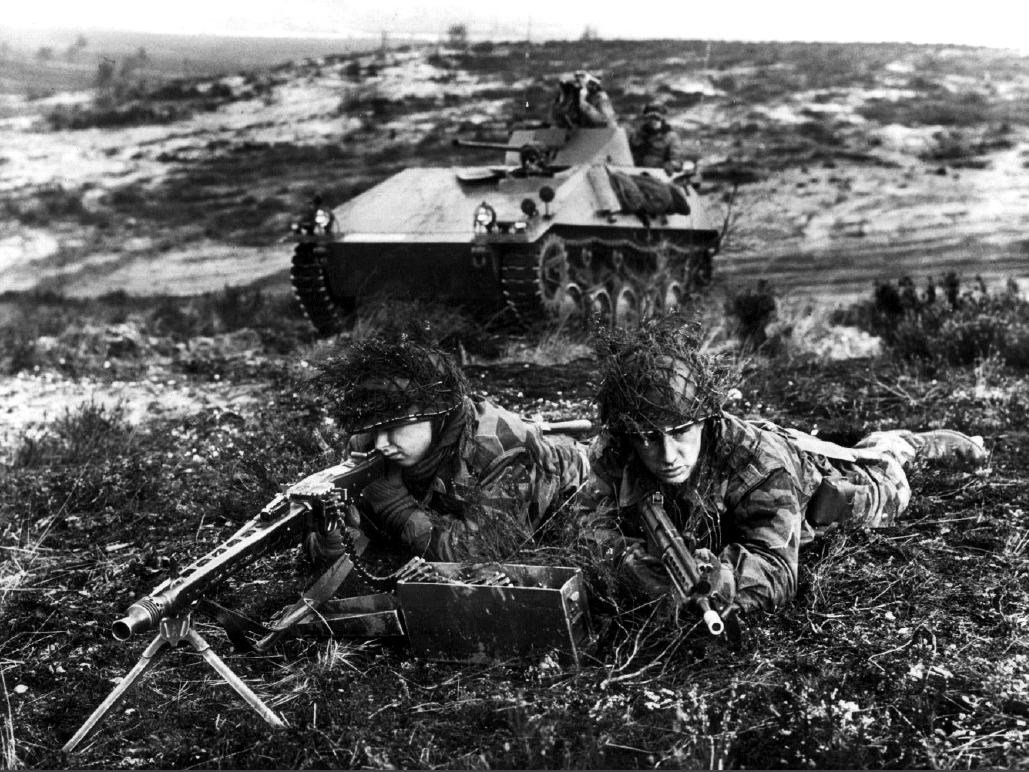
Bundeswehrsoldaten mit MG1 und G3 während eines Manövers 1960. Im Hintergrund ein Schützenpanzer kurz „Hotchkiss“, Typ Spähpanzer.

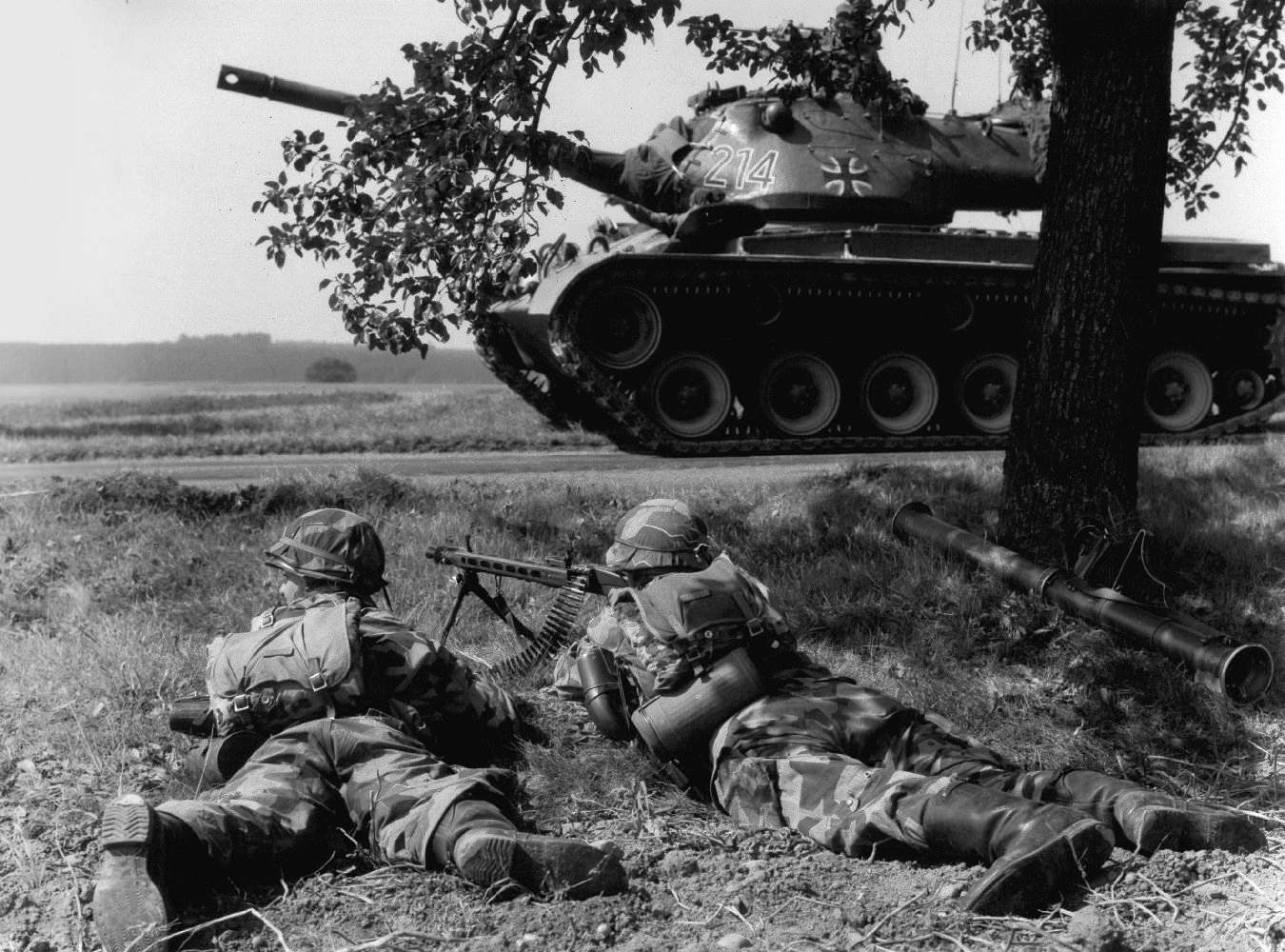
Panzer der Bundeswehr vom Typ M47 Patton, 1960

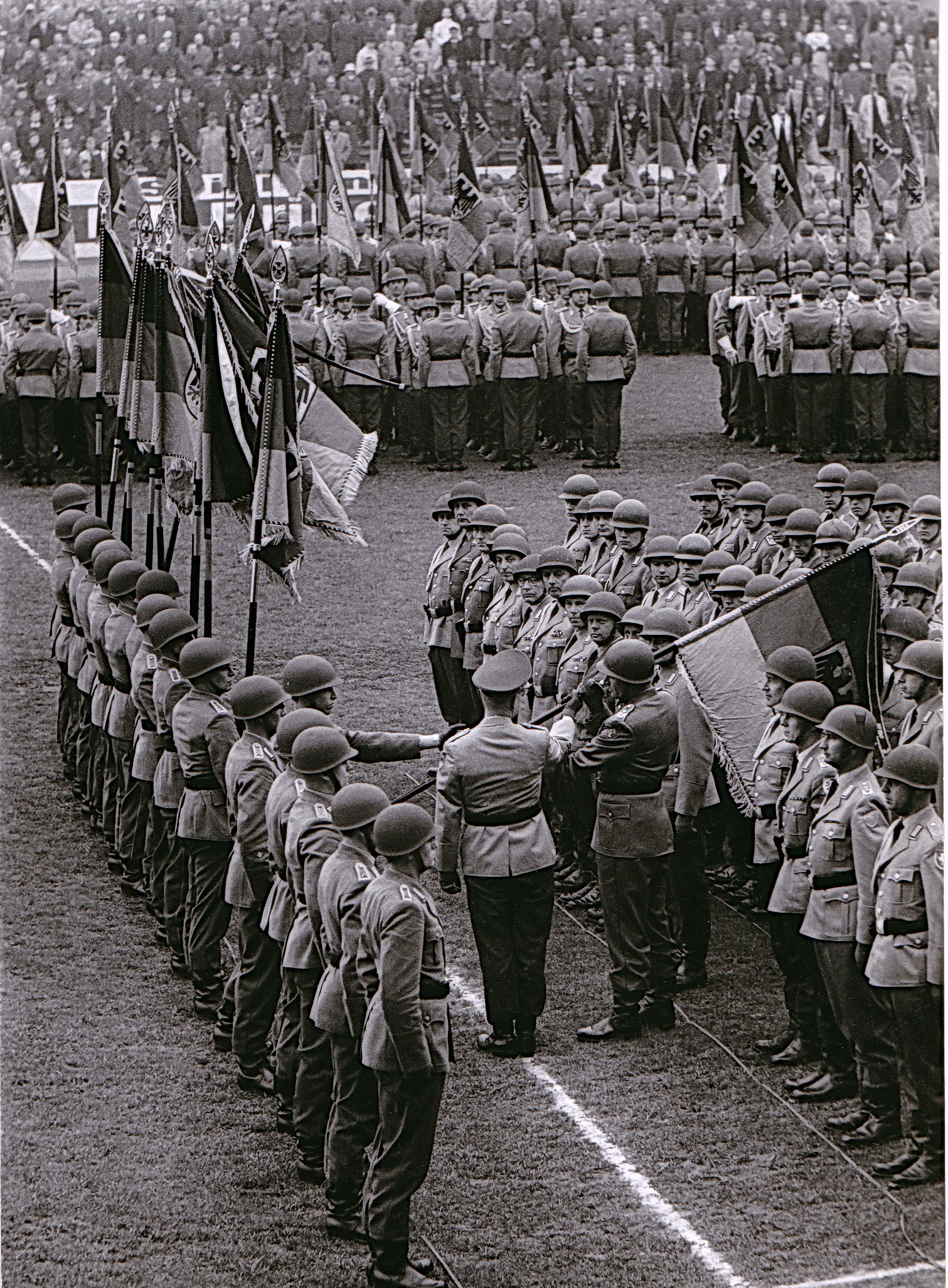
Übergabe Truppenfahnen Heer 1965

Die Entwicklung sowjetischer taktischer Atomwaffen machte eine neue Heeresstruktur noch vor endgültiger Einnahme der Zielstruktur der Heeresstruktur 2 notwendig. Um die Auswirkungen von Angriffen mit atomaren Gefechtsfeldwaffen auf das Heer zu minimieren, wurden die bis zu 28.000 Soldaten fassenden und als unbeweglich eingestuften Divisionen in kleinere und mobilere Einheiten – die Brigaden – gegliedert. Diese kleineren Einheiten sollten auch auf dem atomaren Gefechtsfeld mehrere Tage durchhaltefähig sein, zur beweglich geführten Verteidigung und zu schnellen Gegenangriffen fähig sein. Die neuen Panzer- und Panzergrenadierbrigaden waren außerdem zum Gefecht der verbundenen Waffen befähigt. Jede Division sollte sich aus drei Brigaden zusammensetzen. Die Panzerbrigade setzte sich standardmäßig aus einem Panzergrenadierbataillon, zwei Panzerbataillonen, einem Panzerartilleriebataillon und einem Versorgungsbataillon zusammen. Die Panzergrenadierbrigade bestand aus einem motorisierten Grenadierbataillon, zwei Panzergrenadierbataillonen, einem Panzerbataillon, einem Feldartilleriebataillon sowie einem Versorgungsbataillon. Die Grenadierdivisionen erhielten die Bezeichnung „Panzergrenadierdivision“. Ende 1959 konnten insgesamt 11 Divisionen und 27 Brigaden aufgestellt werden. Das Feldheer hatte 1959 eine Stärke von 148.000 Mann. Das Territorialheer stellte Anfang der 1960er Jahre die ersten (überwiegend nicht aktiven) Jägerbataillone und Sicherungskompanien auf. 1965 waren 34 der geplanten 36 Brigaden aufgestellt und die 12. Panzerdivision wurde als letzte der geplanten Divisionen der NATO einsatzbereit gemeldet. 1969 war das Heer auf 305.000 Mann aufgewachsen. Die Doktrin der massiven Vergeltung wurde 1967 durch die Strategie Flexible Response abgelöst, die noch den Einsatz nuklearer Waffen vorsah und die Strategie der Vorneverteidigung mit sich brachte. Das Heer war dazu im Rahmen der nuklearen Teilhabe bereits 1969 mit drei nuklearfähigen Raketenartilleriebataillonen und zwei nuklearfähigen Feldartilleriebataillonen aufgestellt – weitere Einheiten waren geplant. Dem Heer liefen in der Heeresstruktur 2 weitere neue Waffensysteme zu. Die Panzerverbände erhielten zunächst den amerikanischen Kampfpanzer M 48, später den Kampfpanzer Leopard. Die Panzergrenadiere erhielten zunächst den skandalumwitterten und wenig leistungsfähigen Schützenpanzer HS 30, später den deutschen Schützenpanzer Marder. Weiterhin beschaffte die Bundesrepublik Kanonen- und Raketenjagdpanzer, Mannschaftstransportpanzer M113 und Transporthubschrauber Bell UH-1D.
Ab 1961 wurden die geplanten Verbände der Territorialen Verteidigung durch Reservisten aufgefüllt. Die zentrale Kommandobehörde der Territorialen Verteidigung, das Kommando Territoriale Verteidigung, wurde 1969 zugunsten drei neuer Territorialkommandos Nord, Süd und Schleswig-Holstein aufgelöst. Das Heer gliederte sich fortan organisatorisch in das „Feldheer“ (der NATO unterstellt) und das „Territorialheer“ (unter deutschem Kommando).

### Heeresstruktur 3 (1970–1979)
Die Umgliederung der 2. und 4. Panzergrenadierdivision in Jägerdivisionen sollte eine höhere Anpassungsfähigkeit der Verbände an wechselnde Geländeverhältnisse ermöglichen. Die Korps erhielten als Reserve Panzerregimenter und eigene Luftlandekräfte. Ende 1971 unterstanden den Divisionen des Feldheeres 13 Panzer-, 11 Panzergrenadier-, 4 Jäger-, 3 Fallschirmjäger- und 2 Gebirgsjägerbrigaden. Das Heer stellte 1975 die noch fehlenden dritten Brigaden der 7., 10. und 12. Panzerdivision auf. Damit wurde das Soll von 36 Brigaden erfüllt. Die neuen Brigaden wurden in Erprobung der Heeresstruktur 4 zunächst als Modellbrigaden konzipiert.

### Heeresstruktur 4 (1980–1990)
Von 1980 bis 1981 gliederte das Heer in die Heeresstruktur 4 um. Ziel war erneut eine Untergliederung in kleinere, flexiblere Kampfverbände. Die Zahl der Kampftruppenbataillone pro Brigade wurde von drei auf vier aufgestockt. Das jeweils erste Bataillon jeder Brigade wurde als gemischtes Panzer- oder Panzergrenadierbataillon aufgestellt. Die zwölf Divisionen waren weiter in drei deutschen Korps sowie im binationalen Korps LANDJUT zusammengefasst. Die 2. und 4. Jägerdivision wurden in Panzergrenadierdivisionen um- bzw. rückgegliedert. Aus der 1. und 7. Panzergrenadierdivision wurden Panzerdivisionen. Das Feldheer bestand in der Heeresstruktur 4 aus 38 aktiven Brigaden (17 Panzer-, 15 Panzergrenadier-, 3 Luftlande-, 1 Gebirgsjägerbrigade sowie 2 dem Feldheer zugeordnete Heimatschutzbrigaden) die den zwölf Divisionen (6 Panzer-, 4 Panzergrenadier-, die 1. Luftlande- sowie die 1. Gebirgsdivision) unterstellt waren. Auf Ebene der Korps waren die Raketenartilleriebataillone mit MGM-52 Lance und die nichtaktiven Feldartilleriebataillone mit dem Waffensystem M110 ausgestattet und in der Lage nukleare Gefechtsköpfe zu verschießen. Auf den Ebenen darunter waren die Divisionstruppen ebenfalls mit der M110 und ab 1977 auch die Artillerieeinheiten der Brigaden mit ihren Panzerhaubitzen M109 in der Lage nukleare Gefechtsköpfe zu verschießen. Die Flugabwehrkräfte wurden in Regimenter auf Divisionsebene gegliedert und erhielten den Flugabwehrkanonenpanzer Gepard.
Das Territorialheer gliederte sich in drei Territorialkommandos mit insgesamt fünf Wehrbereichskommandos. Dazu unterstützten die Unterstützungskommandos im Rahmen des Wartime Host Nation Support-Programms ab 1982 die amerikanischen Streitkräfte in der Bundesrepublik. Die seit 1970 bestehenden teilaktiven Heimatschutzkommandos wurden zu Heimatschutzbrigaden umgegliedert. Das Territorialheer umfasste 6 Heimatschutzbrigaden (51–56), von denen zwei (teil)aktive Kampfverbände unterstanden, und weitere 6 nicht aktive Heimatschutzbrigaden (61–66) sowie in gleicher Anzahl nicht aktive Heimatschutzregimenter. Insgesamt konnte das Territorialheer im Verteidigungsfall auf 450.000 Mann anwachsen. Im Frieden umfasste das Territorialheer 1985 bereits 85.000 Mann.

### Heeresstruktur 5 (1990–1992)

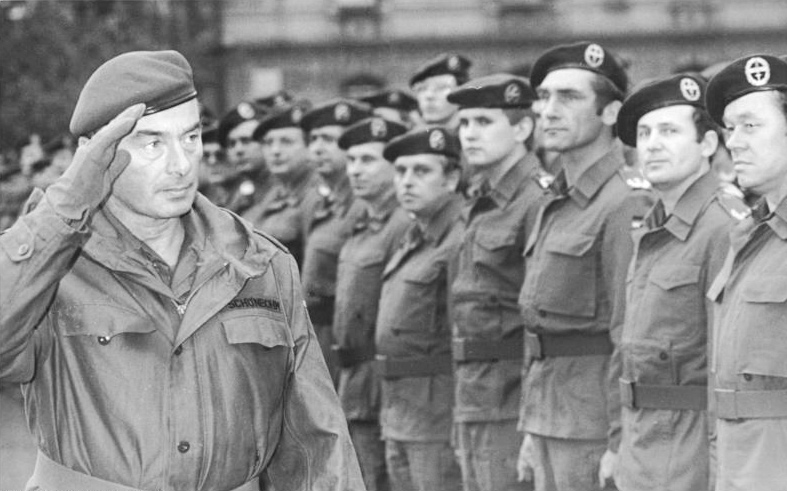
Am 4. Oktober 1990 übernimmt Generalleutnant Jörg Schönbohm, Befehlshaber Bundeswehrkommando Ost, das Wehrbereichskommando VII der Bundeswehr, vormals Militärbezirk III der Nationalen Volksarmee, in das Heer

Mit der zunehmenden Entspannung zwischen Ost und West wurde bereits eine Verkleinerung der Bundeswehr um bis zu 95.000 Soldaten in Betracht gezogen. Spätestens mit der Wiedervereinigung 1990, dem Ende des Kalten Krieges und der atomaren Abrüstung beginnt eine bis heute anhaltende Phase der Verkleinerung des Heeres. 1990 wurde im Zwei-plus-Vier-Vertrag eine maximale Friedensstärke der Bundeswehr von 370.000 Mann bis 1994 vereinbart. Für das Heer, das nach Eingliederung der Nationalen Volksarmee Oktober 1990 eine Stärke von 360.000 Soldaten (davon ehemalige NVA: 58.000) hatte, bedeutete dies eine Verkleinerung um rund 105.000 Soldaten auf eine Friedensstärke von 255.000 Soldaten. Nach Eingliederung der Nationalen Volksarmee (insbesondere der Landstreitkräfte der NVA) in das Heer, führte das gesamtdeutsche Heer zunächst 14 Divisionen und 43 Kampfbrigaden (zuzüglich der neu aufgestellten deutsch-französischen Brigade) sowie 6 aktive und 6 nichtaktive Heimatschutzbrigaden im Territorialheer, die auf 26 teils nur teilaktive Brigaden reduziert wurden. Das Territorialheer wurde organisatorisch mit dem Feldheer zusammengefasst und seine verbleibenden Verbände in das Feldheer eingegliedert. Die geplante Fusion der bisherigen drei Korpsstäbe mit den drei Territorialkommandos wurde nicht oder nur ansatzweise realisiert. Der einzige fusionierte Verband war lediglich das „ostdeutsche“ Korps / Territorialkommando Ost mit seinen entsprechend unterstellten fusionierten Divisionsstäben und Wehrbereichskommandos. Die bisherigen acht Wehrbereichskommandos sollten mit den Divisionsstäben fusioniert werden, was aber nur teilweise voll realisiert wurde.. Lediglich die ostdeutschen Divisionen und Wehrbereichskommandos wurden in vollem Umfang verschmolzen. Mit dem Kommando Luftbewegliche Kräfte/4. Division wurde ein taktisch-operativer Divisionsstab geschaffen, der vor allem zur Reaktion auf Krisen im Ausland befähigt war. Die ostdeutschen Heeresverbände wurden bis zum Abzug der Gruppe der Sowjetischen Streitkräfte in Deutschland nicht sofort der NATO assigniert, sondern unterstanden zunächst dem Heereskommando Ost und seinen Nachfolgekommandos bzw. dem bereits genannten Korps / Territorialkommando Ost.
Die NATO beschloss 1991 eine differenzierte neue Strategie, die die Flexible Response ablöste. Die Beschlüsse der Nukleare Planungsgruppe der NATO 1991 führten u. a. zu einem Verzicht auf nuklearfähige Gefechtsfeldwaffen des Heeres. Das von der NVA übernommene Material wurde in den Folgejahren größtenteils abgegeben oder vernichtet. Besonders im Hinblick auf die besonderen Anforderungen der Fallschirmjägertruppe wurde der Waffenträger Wiesel in die Truppe eingeführt, der den Kraka ablöste. Mit den 1992 aufgestellten Fallschirmjägerkompanien B1 (Kommando) wurde im Heer erstmals mit dem Aufbau von Einheiten für Kommandooperationen begonnen.

### Heeresstruktur 5 (N) (1993–1997)
Schon bald erfolgte eine Nachsteuerung (N) der Heeresstruktur 5. Die zunehmenden Auslandseinsätze im erweiterten Aufgabenspektrum des Heeres führten zu einem Verzicht auf die Territorialkommandos und ihrer Fusion mit den Korpskommandos bzw. führte zur Trennung des IV. Korps und dem Territorialkommando Ost.
Einige Korps wurden in multinationale Stäbe umgewidmet. Das I. Korps wurde 1995 aufgelöst und durch das 1. Deutsch-Niederländische Korps ersetzt. Das II. Korps wurde 1993 in das II. Deutsch-Amerikanische Korps umgewandelt. Das bereits multinational aufgestellte Korps LANDJUT blieb bestehen. Die Brigaden wurden bis 1994 einheitlich gegliedert. Panzer- und Panzergrenadierbrigaden gliederten sich in je zwei Panzer- und zwei Panzergrenadierbataillone sowie ein Panzerartilleriebataillon. 1992 wurden als Vorläufer der heutigen Kräftekategorien Teile des Heeres zur Krisenreaktion bestimmt und entsprechend vorbereitet. Der Umfang der Krisenreaktionskräfte betrug 50.000 Soldaten. Im Gegensatz zu den anderen beiden ursprünglichen Korps des Heeres wurde das III. Korps nicht in ein multinationales Korps umgewandelt, sondern wurde zum 1. April 1994 aufgelöst. Teile des Korpsstabes wurden zur Aufstellung des Heeresführungskommandos herangezogen. Das Heeresführungskommandos wurde als Reaktion auf die Lockerung der NATO-Kommandostruktur in Westeuropa aufgestellt. Bis in die neunziger Jahre wäre das deutsche Heer im Einsatz von der NATO geführt worden. Die Änderung der sicherheitspolitischen Lage in Europa durch den Zerfall der Sowjetunion machte jedoch ein deutsches Führungskommando erforderlich. Etwa zeitgleich wurde damit einhergehend das Heer neu organisiert und neben dem Heeresamt und dem Heeresführungskommando wurde das Heeresunterstützungskommando neu aufgestellt, das unter anderem logistische und sanitätsdienstliche Aufgaben im Heer zentralisierte. Das neu aufgestellte fusionierte Korps und Territorialkommando Korps/Territorialkommando Ost, das bis zum Abzug der Gruppe der Sowjetischen Streitkräfte in Deutschland aus der Bundesrepublik die ostdeutschen Truppenteile umfasste und bis dahin nicht der NATO assigniert war, wurde ab 1995 als IV. Korps fortgeführt und war damit das einzig verbliebene rein nationale Korps im Heer. Mit dem 1996 aufgestellten Kommando Spezialkräfte wurde im Heer erstmals mit dem Aufbau eines Verbandes für Kommandooperationen begonnen.

### Neues Heer für neue Aufgaben (1997–2001)

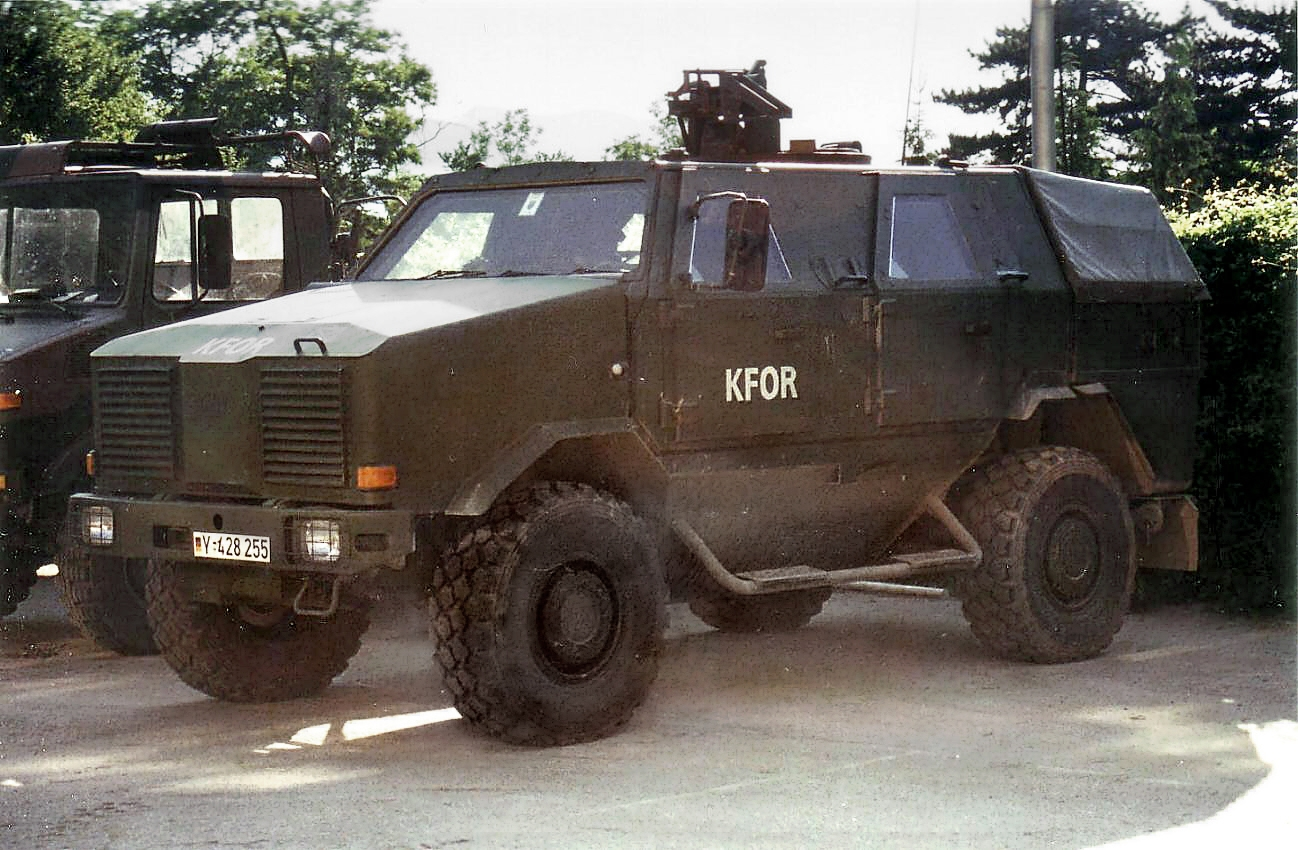
Dingo 1 (Version ATF2): Der Dingo steht für eine ganze Klasse besonders gepanzerter leichter Fahrzeuge im Heer, die vor dem Hintergrund der Auslandseinsätze beschafft wurden.

Nach 1997 wurde die neue Heeresstruktur Neues Heer für neue Aufgaben eingenommen. Nach dem Wegfall der Korps als rein nationale Großverbände wurden die ehemals dort unterstellten Heeresflieger in der Luftmechanisierten Brigade 1 zusammengefasst. Unter dem Aspekt des erweiterten Aufgabenspektrums des Heeres wurde die Differenzierung in Hauptverteidigungskräfte (HVK) und Krisenreaktionskräfte (KRK) vorangetrieben.
Die Krisenreaktionskräfte zählten 37.000 Mann und umfassten die deutschen Anteile an den Reaktionskräften der NATO, den Stab Kommando Luftbewegliche Kräfte, die Stäbe der 7. und 10. Panzerdivision, das Einsatzunterstützungskommando der Logistikbrigade 1, die Panzerbrigaden 12 und 21, die Luftmechanisierte Brigade 1, die Luftlandebrigade 31, die Jägerbrigade 37 und den deutschen Anteil an der Deutsch-Französischen Brigade. Zu den KRK-Kräften zählten zusätzlich das Kommando Spezialkräfte und weitere Unterstützungskräfte. Die HVK-Kräfte bestanden aus insgesamt 20 aktiven, teilaktiven und im Frieden nicht aktiven Brigaden. Vier aktive HVK-Brigaden waren befähigt die Krisenreaktionskräfte abzulösen und wie diese gegliedert. Vier aktive, wie die KRK-Brigaden gegliederten HVK-Brigaden, waren befähigt kurzfristig weitere vier im Frieden nichtaktive Brigaden analog gegliedert aufzustellen. Acht weitere teilaktive HVK-Brigaden blieben ähnlich wie in der Heeresstruktur 5 (N) gegliedert.
Das Heer ist weiterhin am I. Deutsch-Niederländischen Korps, 2. (Deutsch-Amerikanischen) Korps, Eurokorps, V. Amerikanisch-Deutsche Korps, ACE Rapid Reaction Corps und Multinationale Korps Nord-Ost beteiligt und unterstellt diesen Kräfte für Übung und Einsatz. Das Multinationale Korps Nord-Ost war aus dem deutsch-dänischen LANDJUT durch Eingliederung polnischer Heeresanteile entstanden. Das IV. Korps blieb zunächst bestehen.
Für das Heer wurde der Zulauf der neuen Panzerhaubitzen 2000, des Dingo und der neuen Hubschraubertypen Eurocopter Tiger und NH90 und die Aufstellung der Luftmechanisierte Brigade 1 beschlossen.

### Transformation (2002–2009)
Seit 2001 erfolgen beim Heer unter dem Stichwort Transformation umfangreiche und kontinuierliche Strukturreformen. Gleichwohl werden weiterhin Zwischenschritte definiert: Heer der Zukunft (2001–2006) und Neues Heer bzw. Heer 2010 (ab 2006). Ab etwa 2008 bis heute betrug die Stärke des Heeres etwa 105.000 bis 100.000 Soldaten. Die Weiterentwicklung des Heeres beinhaltete die weitere Kategorisierung des Heeres in Eingreif-, Stabilisierungs- und Unterstützungskräfte. Den Kern der Eingreifkräfte bildet die 1. Panzerdivision (auch: Division Eingreifkräfte), die in ihrer Größe, der Anzahl der Divisionstruppen und ihren Fähigkeiten zur Führung des Gefechts der verbundenen Waffen mit eigenen Truppen die einzige verbliebene Division ist, die mit den Divisionen des Kalten Krieges in etwa vergleichbar ist. Außerdem erfolgte die Ausgliederung von Teilen des Heeres in die neu geschaffene streitkräftegemeinsame Streitkräftebasis sowie den Zentralen Sanitätsdienst der Bundeswehr. Der Streitkräftebasis wurde auch die Masse der Aufgaben des Territorialheeres übertragen und dieses als Teilbereich innerhalb des Heeres neben dem Feldheer aufgelöst. Nach Aufstellung dieser beiden militärischen Organisationsbereiche wurde das nun teils seiner Funktion entkleidete Heeresunterstützungskommando aufgelöst. Einen weiteren Beitrag zur Zusammenfassung wichtiger Unterstützungsfunktionen leisteten das Heerestruppenkommando und die Division Luftbewegliche Operationen, die 2002 neu aufgestellt wurden. Diese und weitere Unterstützungsverbände stellten den verbleibenden Divisionen und Verbänden des Heeres „modulartig“ einzelne Verbände zur Seite, die diese zur Erfüllung ihrer vielfältiger gewordenen Aufgaben im „erweiterten Aufgabenbereich der Streitkräfte“ benötigten. 2002 wurde auch das letzte verbliebene Korps aufgelöst und aus Teilen des Stabes das streitkräftegemeinsame Einsatzführungskommando der Bundeswehr aufgestellt, das fortan Truppen im Auslandseinsatz führen sollte. Das teils mit dieser Aufgabe betraute Kommando Luftbewegliche Kräfte/4. Division wurde etwa zeitgleich wieder in den eher klassischen Luftlandeverband Division Spezielle Operationen rückgegliedert, die nun aber explizit zur Durchführung von speziellen Operationen befähigt wurde. Zu einer schlagkräftigen Brigade mit Kampfhubschraubern und luftbeweglichen Infanteriekräften entwickelte sich die Luftmechanisierte Brigade 1, die folgerichtig 2007 in Luftbewegliche Brigade 1 umbenannt wurde und ein wichtiges Element der Krisenreaktionsfähigkeit des Heeres darstellte. 2005 wurde die Neuordnung der Truppengattungen des Heeres eingeleitet. Auffällig war vor allem die Ausgliederung ganzer Truppengattungen in die Streitkräftebasis, die endgültige Auflösung der bereits stark dezimierten Panzerjägertruppe und die Aufstellung der Heeresaufklärungstruppe, die im Heer die Aufklärungsfähigkeiten mehrerer Truppengattungen zentral zusammenführte. Das Ende 2009 in Straßburg aufgestellte Jägerbataillon 291 der Deutsch-französischen Brigade ist der erste größere Kampfverband in der Geschichte des Heeres, der dauerhaft in einer ausländischen Garnison stationiert wird.
Besonders die zunehmenden Auslandseinsätze führten zur Beschaffung einer ganzen Reihe neuer teils gepanzerter und/oder teils luftverlastbarer Fahrzeuge. Dazu zählen unter anderem der GTK Boxer, der Dingo 2 und der Mungo. Für die neu aufgestellte Heeresaufklärungstruppe wird der Spähwagen Fennek neu beschafft. 2010 wird der Flak-Panzer Gepard außer Dienst gestellt. Im Gegenzug beginnt 2010 die Ausbildung am immobilen Nächstbereichschutzsystem MANTIS.

### Neuausrichtung der Bundeswehr (ab 2011)

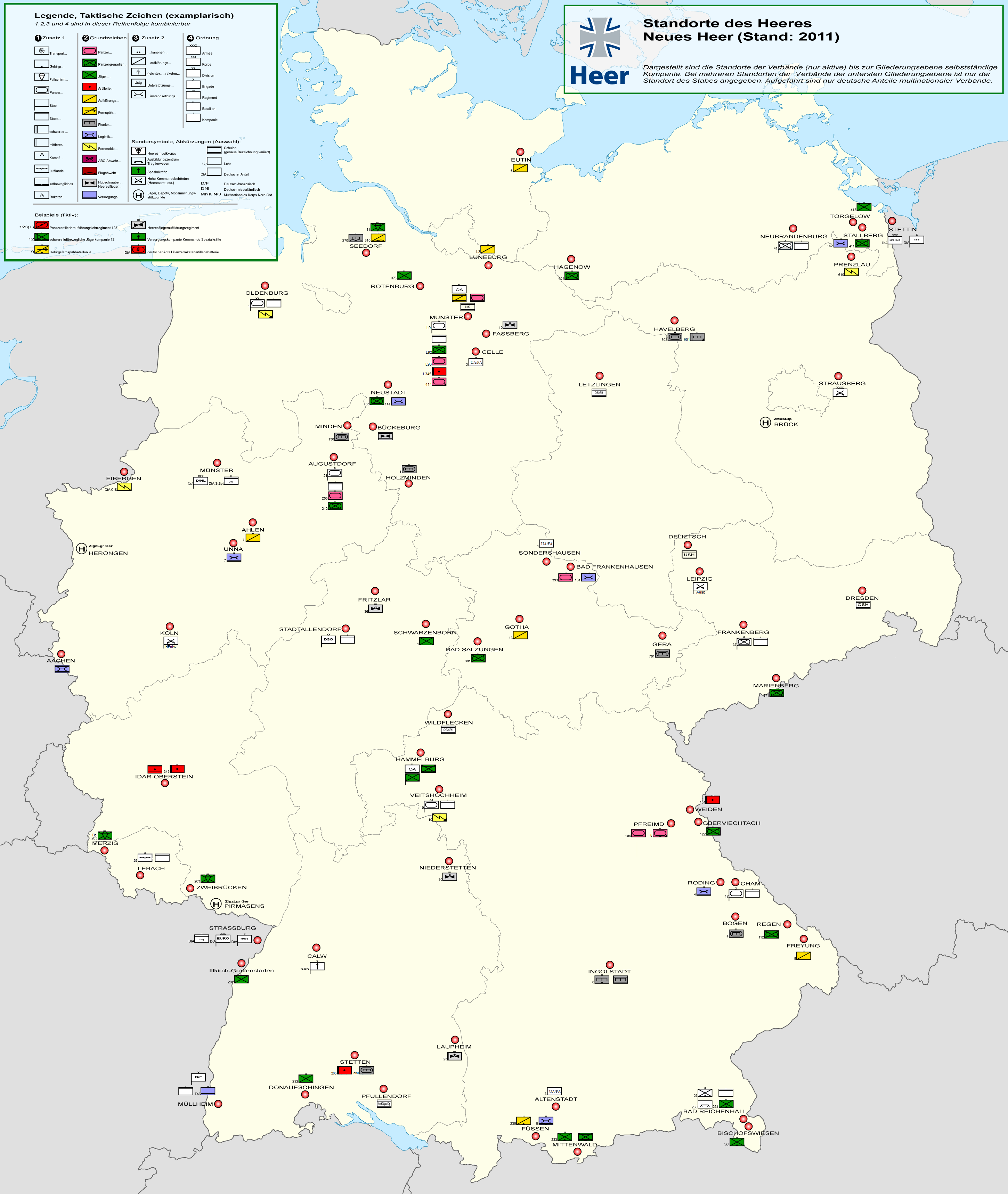
Standorte des Heeres nach dem Stationierungskonzept 2011

Struktur des Heeres nach dem Stationierungskonzept 2011

2011 stellte Verteidigungsminister Thomas de Maizière sein Konzept für die Neuausrichtung der Bundeswehr vor. Der Umfang des Heeres wird deutlich reduziert; das Heer bleibt aber die größte Teilstreitkraft. Geplant ist, die Anzahl der aktiven Soldaten im Heer auf maximal 61.320 zu reduzieren. Davon sollen 55.320 Berufssoldaten und Soldaten auf Zeit und zwischen 2.250 und 6.000 freiwillig Wehrdienstleistende (FWDL) sein. Künftig wird es in allen Bereichen der Bundeswehr rund 100.000 Heeresuniformträger geben, davon neben den Soldaten im Heer rund 25.000 in der Streitkräftebasis und 15.000 in Ausbildungsstellen. Bereits seit Juli 2011 umfasst das Heer nur noch freiwillig dienende Soldaten; die Wehrpflicht ist ausgesetzt. Im März 2012 wurde die Heeresflugabwehrtruppe außer Dienst gestellt.
Der Inspekteur des Heeres wurde zum 1. April 2012 truppendienstlich dem Generalinspekteur der Bundeswehr unterstellt (Dresdner Erlass). Bisher war der Inspekteur des Heeres direkt dem Bundesminister der Verteidigung unterstellt. Daher bildete das Heer einen vollständig eigenen Bereich innerhalb der Bundeswehr und war für die Sicherstellung seiner Einsatzbereitschaft „im Rahmen der [..ihm..] hierfür zugeteilten Kräfte und Mittel und gebilligten Strukturen“ (§ 2.2.2 Berliner Erlass) selbst verantwortlich. Koordinierend wirkte aber bereits der Generalinspekteur der Bundeswehr (vgl. auch Militärischer Führungsrat), der für die Gesamtkonzeption und bestimmte andere Fragen wie die Innere Führung der Bundeswehr zuständig war und gegenüber den Inspekteuren der Teilstreitkräfte zwar nicht befehls- aber doch weisungsbefugt war. Er wirkte bereits maßgeblich auf die oben zitierten „zugeteilten Kräfte und Mittel und gebilligten Strukturen“ ein. Der Führungsstab des Heeres und das Heeresführungskommando wurden als erster Schritt zur Einnahme der neuen Struktur zum 1. Oktober 2012 zum neuen Kommando Heer in Strausberg fusioniert und außerhalb des Ministeriums angesiedelt. Die ABC-Abwehrtruppe wechselte im ersten Halbjahr 2013 in die Streitkräftebasis. Die Aufgaben des Heeresamtes wurden Mitte 2013 auf das neue Amt für Heeresentwicklung in Köln und das Ausbildungskommando in Leipzig übertragen; das Heeresamt wurde aufgelöst. Mitte 2013 wurde die 13. Panzergrenadierdivision außer Dienst gestellt. Der Militärmusikdienst im Heer wechselte Mitte 2013 zur Streitkräftebasis. Die Transporthubschrauber CH-53 wurden Mitte 2013 an die Luftwaffe abgegeben. Anfang 2014 wurde die Division Schnelle Kräfte neu aufgestellt, die aus den Verbänden der bisherigen Division Spezielle Operationen und Teilen der in Auflösung begriffenen Division Luftbewegliche Operationen gebildet wurde. Der Division Schnelle Kräfte wurde Mitte 2014 die 11. luftbewegliche Brigade der Niederländischen Streitkräfte eingegliedert, so dass neben der deutsch-französischen Brigade ein zweiter dauerhaft binationaler Verband unterhalb der Korpsebene entstand. Bereits um die Jahrtausendwende war die 11. luftbewegliche Brigade in der 2002 aufgelösten Multinational Division Central für die Zusammenarbeit mit den deutschen Streitkräften vorgesehen.
Das Heer umfasst jetzt noch drei Divisionen mit insgesamt 10 unterstellten Brigaden (davon 2 niederländische Brigaden sowie dem deutschen Anteil an der Deutsch-Französischen Brigade) und dem Kommando Spezialkräfte (KSK) als Brigadeäquivalent. Die mechanisierte 1. und 10. Panzerdivision bilden den Kern des Heeres der Bundeswehr. Diese beiden Divisionen mit je vier Brigaden werden grundsätzlich gleich aufgebaut und können Einsatzkontingente im gesamten Aufgaben- und Intensitätsspektrum stellen. Die Kategorisierung des Heeres in Eingreif-, Stabilisierungs- und Unterstützungskräfte wurde nicht fortgeführt.
Die Division Schnelle Kräfte gliedert sich in die Luftlandebrigade 1 mit den beiden Fallschirmjägerregimentern 26 und 31, die niederländische 11. Luchtmobiele Brigade, das Kommando Spezialkräfte und Truppenteile der Heeresflieger (ein Kampfhubschrauberregiment mit dem Eurocopter Tiger und zwei Transporthubschrauberregimenter mit Mehrzweckhubschrauber NH90).
Ab April 2015 erfolgt der Zulauf der ersten Tranche des luftverladbaren Schützenpanzer Puma als Ersatz für den Schützenpanzer Marder.
Zum 1. Juli 2016 wurde die 7./TrspHubschrRgt 30 aufgestellt, die den Auftrag SAR Land mit dem UH-1D seit dem 1. Januar 2017 wahrnimmt.

### Zielbild Heer
Mit dem Zielbild Heer sollen die deutschen Landstreitkräfte wieder mehr auf die Landes- und Bündnisverteidigung und weniger auf das internationale Krisen- und Konfliktmanagement ausgerichtet und dazu deren Strukturen angepasst werden. Dazu sind drei kampfstarke, kaltstartfähige Divisionen mit Divisionstruppen vorgesehen und acht nationalen Brigaden. Drei Brigaden werden den neuen Kräftekonstrukten Schwere Kräfte, drei den Mittleren Kräften und zwei den Leichten Kräften zugeordnet. Die niederländischen Landstreitkräfte werden in die deutsche Heeresstruktur integriert. Alle Heeresstandorte sollen erhalten bleiben und wenige hinzukommen. Unter Beibehaltung von 60.820 Heeresdienstposten soll die Kampftruppe verkleinert und die Kampfunterstützung, Einsatzunterstützung und Führungsunterstützung aufwachsen. 120 von 130 Strukturelementen des Feldheeres werden Anpassungen erfahren.
Am 4. April 2024 kündigte Bundesminister Boris Pistorius an, dem Heer zukünftig die Heimatschutzkräfte zuzuordnen, nicht jedoch, wie im Planungsprozess erwogen worden war, die Feldjägertruppe, die ABC-Abwehrtruppe und die Kräfte der Zivil-militärischen Zusammenarbeit.

### Einsätze

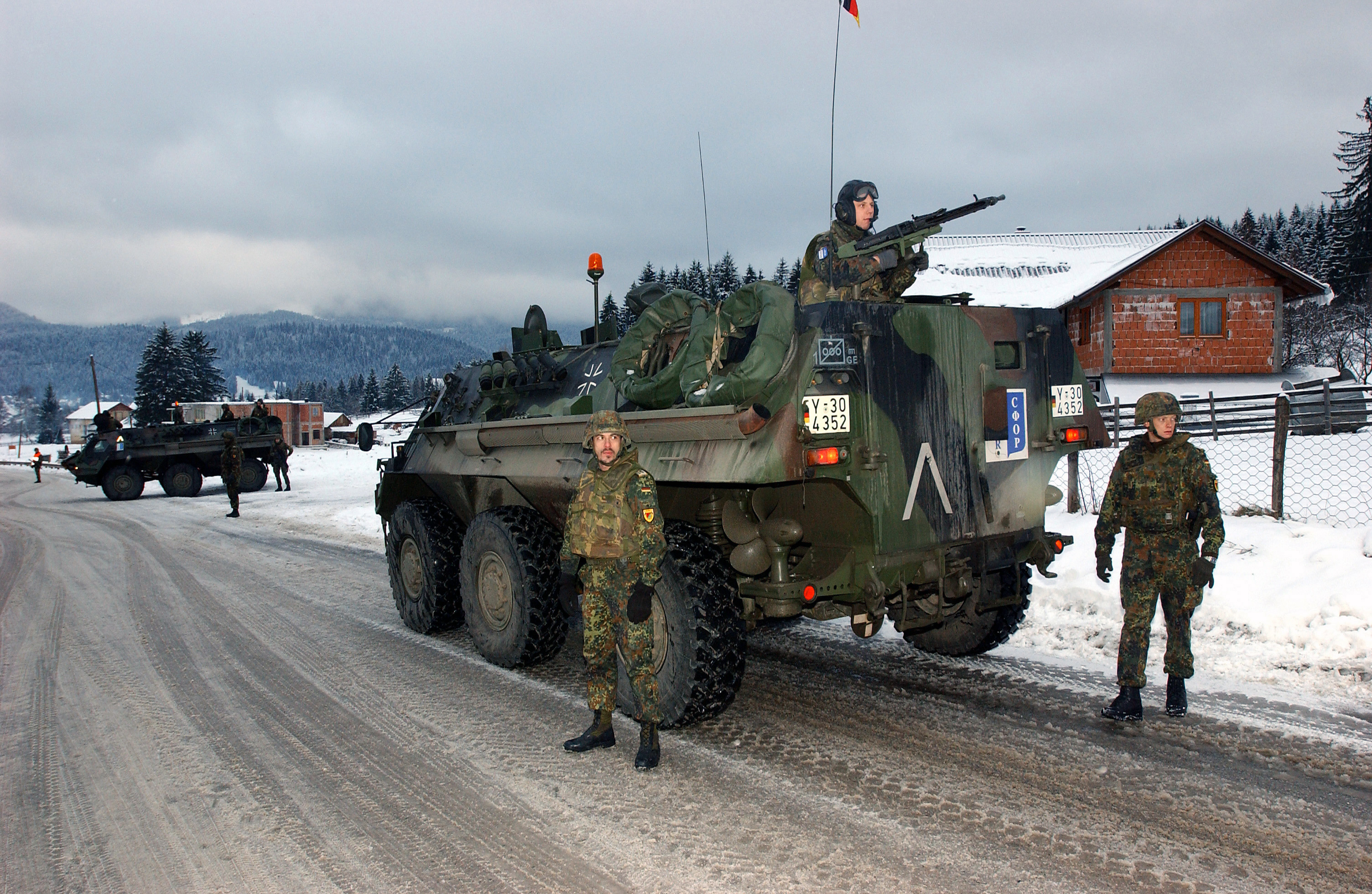
Heeressoldaten im SFOR-Einsatz mit Transportpanzer Fuchs

Seit 1990 und nach dem Ende des Kalten Krieges beteiligt sich das Heer an humanitären, friedenserzwingenden und friedenssichernden Maßnahmen auch außerhalb Deutschlands. Diese Einsätze wurden in Teilen der Öffentlichkeit und der Politik meist kontrovers diskutiert. Die ersten Einsätze hatten den Charakter humanitärer Hilfsaktionen, wobei das Heer hauptsächlich logistische oder sanitätsdienstliche Hilfe leistete. Bis 1994 wurden diese Einsätze des Heeres meist als UN-Missionen durchgeführt. Größte Blauhelm Mission des Heeres war zu dieser Zeit der Deutsche Unterstützungsverband in Somalia. Ab 1995 nahm das Heer auch an NATO- oder EU-Operationen auf dem Balkan teil. Dazu zählten IFOR und SFOR, später auch KFOR und EUFOR. Seit den Terroranschlägen am 11. September 2001 beteiligt sich das Heer auch an Einsätzen im Kampf gegen den Terror. Dazu wird vor allem die Operation Enduring Freedom gezählt. In diesem Zusammenhang war auch der ISAF-Einsatz in Afghanistan bis Ende 2014 zu sehen, der die bisher größte Mission des Heeres darstellt. Von 2015 bis 2021 war das Heer an der ISAF-Nachfolgemission Resolute Support beteiligt. 2006 wurden Heereseinheiten außerdem beim Bundeswehreinsatz im Kongo verwendet.
Im Jahr 2017 war das Heer an folgenden Auslandseinsätzen der Bundeswehr beteiligt:
- KFOR
- UNAMID
- EUTM Somalia
- UNMISS
- UNAMA
- MINUSMA
- EUTM Mali
- MINURSO
- Resolute Support
- Ausbildungsunterstützung Irak

Für die Dauer ihres Einsatzes werden die vom Heer gestellten Anteile truppendienstlich dem Einsatzführungskommando der Bundeswehr unterstellt. Bei den in der Regel multinationalen Auslandseinsätzen werden die Einsatzkontingente operativ und taktisch durch entsprechende Hauptquartiere bzw. Kommandos der NATO, der EU oder der Vereinten Nationen geführt.
Neben den beschriebenen Auslandseinsätzen leistete das Heer Unterstützung bei Naturkatastrophen im Inland, wie beim Elbhochwasser 2002.

## Das Ehrenmal des Heeres

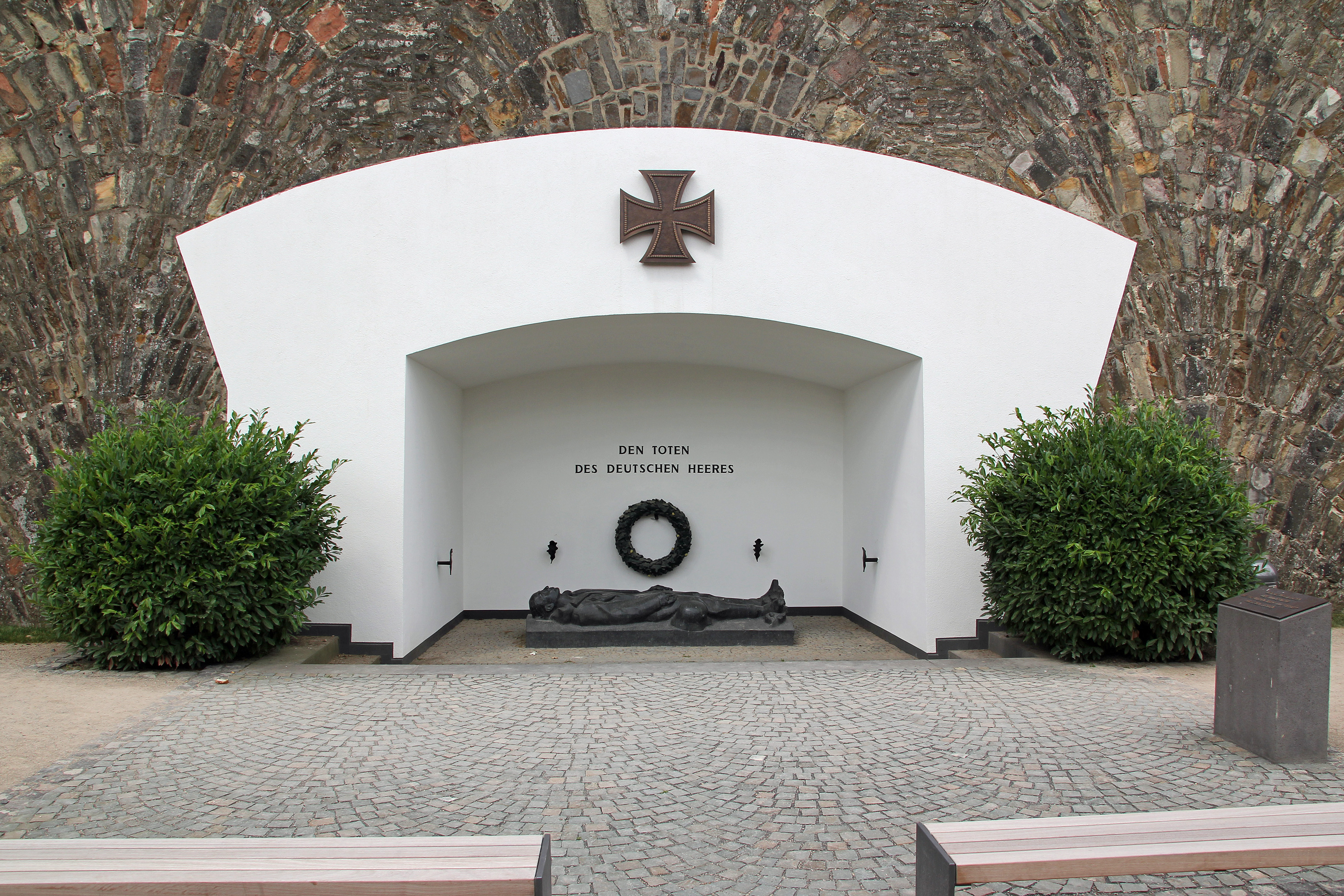
Das Ehrenmal des Deutschen Heeres auf der Festung Ehrenbreitstein

Das Ehrenmal des Deutschen Heeres befindet sich auf der Festung Ehrenbreitstein in Koblenz. Es wurde ursprünglich zur Erinnerung an die Gefallenen des Ersten und Zweiten Weltkriegs erbaut und am 29. Oktober 1972 feierlich in die Obhut des deutschen Heeres übergeben. Heute erinnert es auch an die in der Ausübung ihres Dienstes zu Tode gekommenen Soldaten der Bundeswehr.